# ウンシュウミカン
ウンシュウミカン（温州蜜柑、学名: Citrus unshiu）は、ミカン科の常緑低木またはその果実のこと。鹿児島県長島が原産とされる柑橘類の一種。さまざまな栽培品種があり、産地によりブランド名がある。果実が食用にされ、種がなくオレンジよりも淡泊な味わいがある。

## 名称
現代において「みかん」は、通常ウンシュウミカンを指す:21。和名ウンシュウミカンの名称は、温州（三国志演義中などで蜜柑の産地とされる中国浙江省の温州市）から入った種子を日本で蒔いてできた品種であるとの俗説があることに由来するが、本種の原産地は日本の薩摩地方（現在の鹿児島県）の長島であると考えられており、温州から伝来したというわけではない。ウンシュウミカンの名は江戸時代の後半に名付けられたが、九州では古くは仲島ミカンと呼ばれていた。
中国浙江省の温州にあっては昔からミカンで有名な地方で、温州の名をつけたアイデアは功をなし、学名（種小名）までも unshiu と名付けられている。
「みかん」が専らウンシュウミカンを指すようになったのは明治以後である。江戸時代には種無しであることから不吉として広まらず、普及していたのは本種より小型の種がある小ミカン（紀州蜜柑）Citrus kinokuniであり:21、「みかん」を代表していたのは小ミカンであった。

### 「蜜柑」「みかん」について
「みかん」は蜜のように甘い柑橘の意で、漢字では「蜜柑」「蜜橘」「樒柑」などと表記された。
史料上「蜜柑」という言葉の初出は、室町時代の1418年（応永26年）に記された伏見宮貞成親王（後崇光院）の日記『看聞日記』で、室町殿（足利義持）や仙洞（後小松上皇）へ「蜜柑」（小ミカンと考えられる）が贈られている。1540年ごろと年次が推定される、伊予国大三島の大山祇神社大祝三島氏が献上した果物に対する領主河野通直の礼状が2通が残されているが、一通には「みつかん」、もう一通には「みかん」と記されており、「みつかん」から「みかん」への発音の過渡期と考えられている。
江戸時代には甘い柑橘類の種類も増え、「橘」と書いて「みかん」を意味するケースや、柑子（コウジ）の甘いものを蜜柑（みつかん）と呼ぶケース、「柑類」で「みかん類」を意味するケースなど、名称に混乱が見られるようになった。

### 「温州」について
南宋の韓彦直が1178年に記した柑橘類の専門書『橘録』には、柑橘は各地で産出されるが「みな温州のものの上と為すに如かざるなり」と記している。日本でも『和漢三才図会』（1712年）に「温州橘は蜜柑である。温州とは浙江の南にあって柑橘の産地である」とあり、岡村尚謙『桂園橘譜』（1848年）も「温州橘」の美味は「蜜柑に優れる」と記す。温州は上質で甘い柑橘の産地と認識されていた。古典に通じた人物が、甘みに優れた本種に「温州」と名付けたという推測は成り立つが、確証といえるものはない。
『和漢三才図会』（1712年）には「蜜柑」の品種として「紅蜜柑」「夏蜜柑」「温州橘」「無核蜜柑」「唐蜜柑」の5品種を挙げている:25。「温州橘」「無核蜜柑」は今日のウンシュウミカンの可能性があるが、ここで触れられている「温州橘」は特徴として「皮厚実絶酸芳芬」と書かれており、同一種か断定は難しい:25。「雲州蜜柑」という表記も見られ:21、19世紀半ば以降成立の『増訂豆州志稿』には「雲州蜜柑ト称スル者、味殊ニ美ナリ」とあって、これは今日のウンシュウミカンとみられる:25。
1874年（明治7年）より全国規模の生産統計が取られるようになった（『明治7年府県物産表』）:27。当初は、地域ごとに様々であった柑橘類の名称を統一しないまま統計がとられたが、名称を統一する過程で、小蜜柑などと呼ばれていた種が「普通蜜柑」、李夫人などと呼ばれていた種が「温州蜜柑」となったという。明治中期以降、温州蜜柑が全国的に普及し、他の柑橘類に卓越するようになる:29。安部熊之輔『日本の蜜柑』（1904年）は、蜜柑の種類として「紀州蜜柑」「温州蜜柑」「柑子蜜柑」の3種類が挙げられている:33。

### 英語表現
英語では「satsuma mandarin」（サツママンダリン）と呼ばれ、欧米では「Satsuma」「Mikan」などの名称が一般的である。
"satsuma" という名称は、1876年（明治9年）、本種が鹿児島県薩摩地方からアメリカ合衆国フロリダに導入されたことによる。なお、その後、愛知県尾張地方の種苗産地からアメリカに本種が渡り、"Owari satsuma" という名称で呼ばれるようにもなった。
タンジェリン（Tangerine）・マンダリンオレンジ（Mandarin orange）と近縁であり、そこから派生した栽培種である（学名は共にCitrus reticulata）。
また、皮を剥くのにナイフを必要とせずテレビを観ながらでも食べられるため、アメリカ・カナダ・オーストラリアなどでは「TV orange（テレビオレンジ）」とも呼ばれている。

## 植物学的な特徴

### 原産・生育地

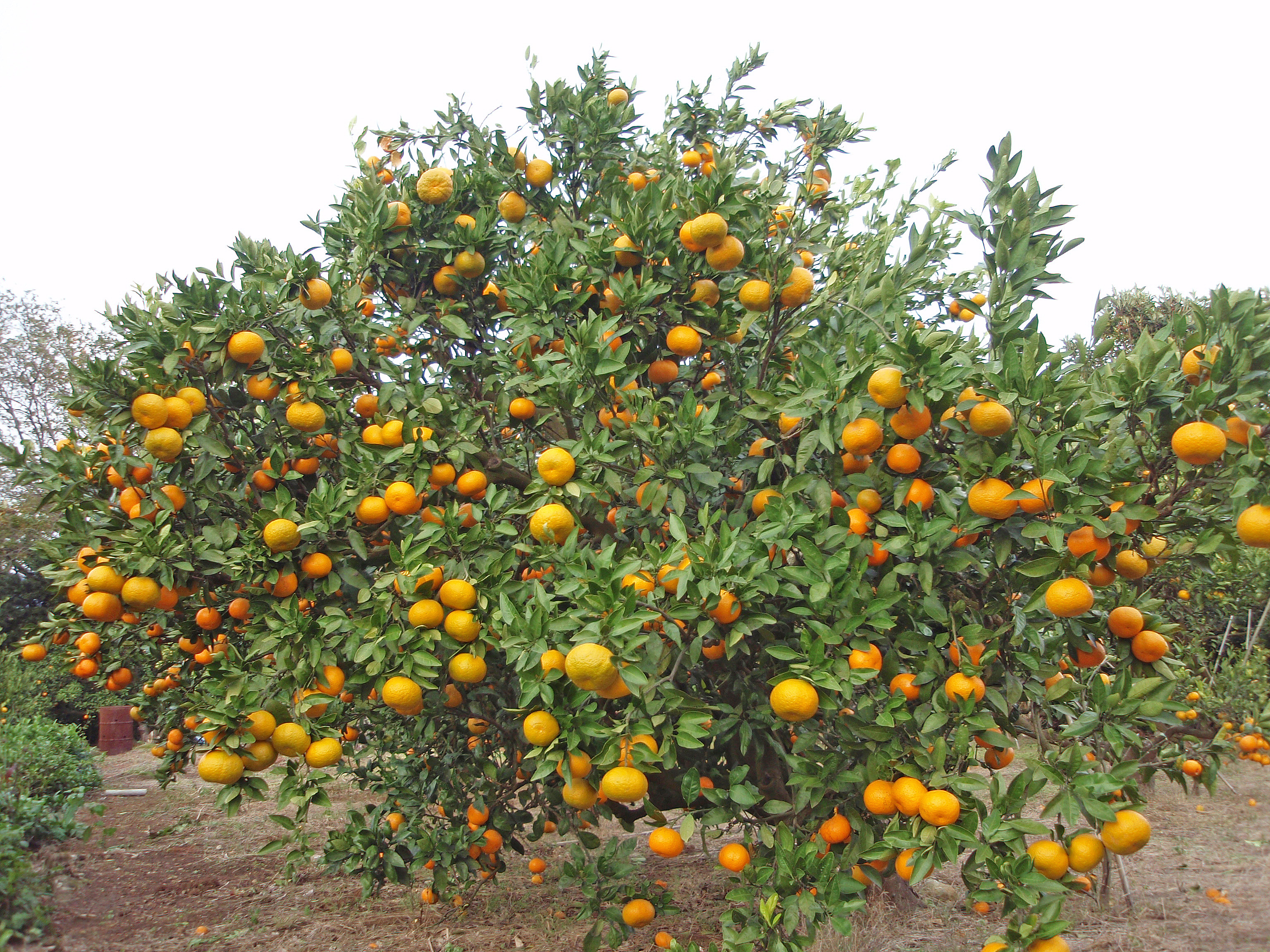
ウンシュウミカンの果樹

日本の不知火海沿岸が原産と推定される。農学博士の田中長三郎は文献調査および現地調査から鹿児島県長島（現・鹿児島県出水郡長島町）がウンシュウミカンの原生地との説を唱えた。
田中は自説の根拠として以下を挙げている。
- 神田玄泉の著書に「大仲島－名唐蜜柑、支那より肥後仲島輸入せるによりこの名ある」と記してある。
- 九州地方において温州みかんを「仲島みかん」と呼ぶことがある。
- 中国大陸各地を実地踏査した結果は、ウンシュウミカンが存在しなかった。
- 仲島は今の長島で遣唐使の通行に関係があった。

田中は、ウンシュウミカンは中国黄岩県から天台宗の僧が長島にもたらした早キツ、マンキツからの偶発実生と推理した。
鹿児島県果樹試験場の岡田康男は、1936年（昭和11年）に長島町鷹巣の山崎宅地内にあった樹齢300年と推定したされた古木（樹周180センチメートル、樹高7メートル、樹幅27メートル）を発見したことで、田中説は裏付けられることとなった。なお、この古木は第二次世界大戦中に枯死しているが、原木から採穂して接木したものが現存しており、最初の原木は400 - 500年前に発生したと推察される。DNA鑑定により種子親が小ミカン、花粉親がクネンボであると推定された。2010年代に行われた遺伝研究により、母系種は小ミカン、父系種はクネンボと明らかになっている。
ウンシュウミカンは日本では主に、関東以南の暖地で栽培される。また、和歌山県、愛媛県、静岡県が代表的な産地である。温暖な気候を好むが、柑橘類の中では比較的寒さに強い。

### 形態・生態
常緑小高木で、高さは3 - 4メートルほどになる。日本で一般的に使われているカラタチ台では2 - 4メートルの高さに成長する。「台」については「接ぎ木」「挿し木」参照。
花期は5月ごろで、花径3センチメートルほどの白い5花弁の花を咲かせる。
秋になると果実が結実する。果実の成熟期は9月から12月と品種によって様々で、5 - 7.5 センチメートル程の扁球形の実は熟すに従って緑色から橙黄色に変色する。一般的に花粉は少ないが単為結果性のため受粉がなくても結実する。自家和合性であるが、受粉しても雌性不稔性が強いため種子を生じにくく、通常は種なし（無核）となる。ただし、晩生品種は雌性不稔性が弱いことから、近くに甘夏などの花粉源があると種子を生じることがある。生じた場合の種子は多胚性で、播種しても交雑胚が成長することはまれであり、ほとんどの場合は珠心細胞由来の珠心胚が成長する。そのため、種子繁殖により母親と同一形質のクローン（珠心胚実生）が得られる。ただし、種子繁殖は品種改良の際に行う。未結実期間の短縮、樹勢制御、果実品質向上などのため、日本では通常は接ぎ木によって増殖を行う。台木としては多くはカラタチが用いられるが、ユズなど他の柑橘を用いることもある。
病虫害として、ナシマルカイガラムシなどがある。

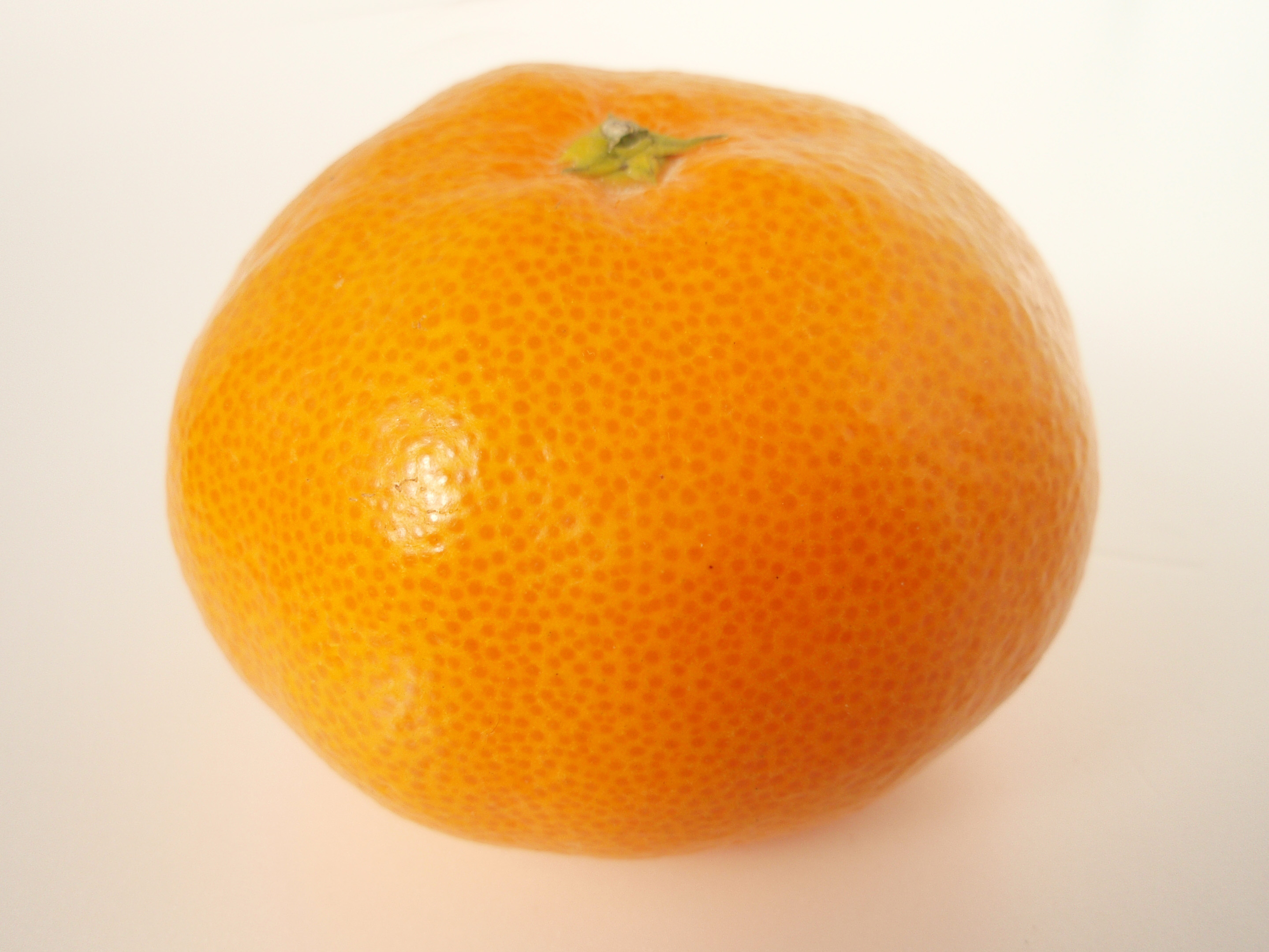
成熟した果実
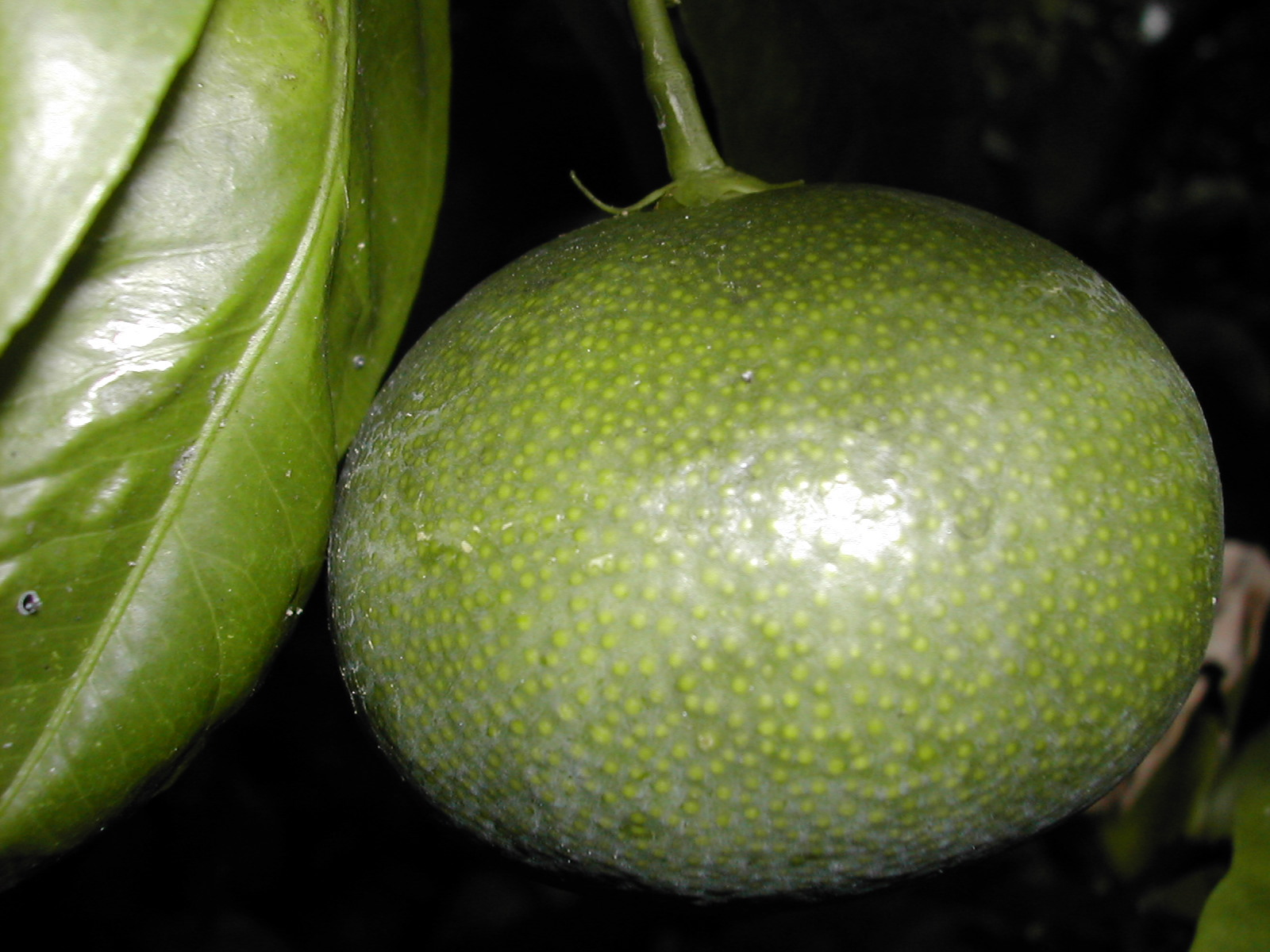
若い果実
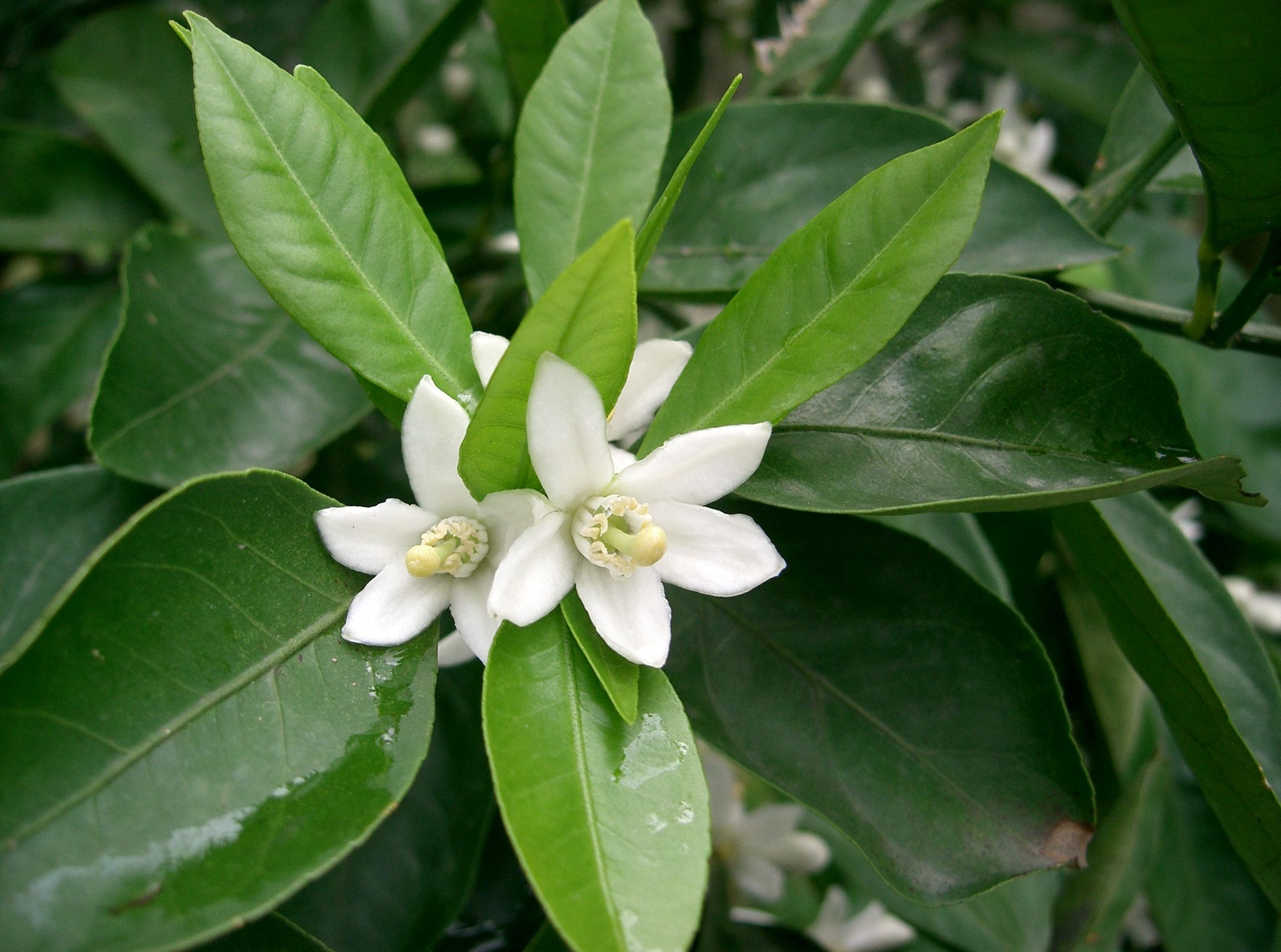
花と葉
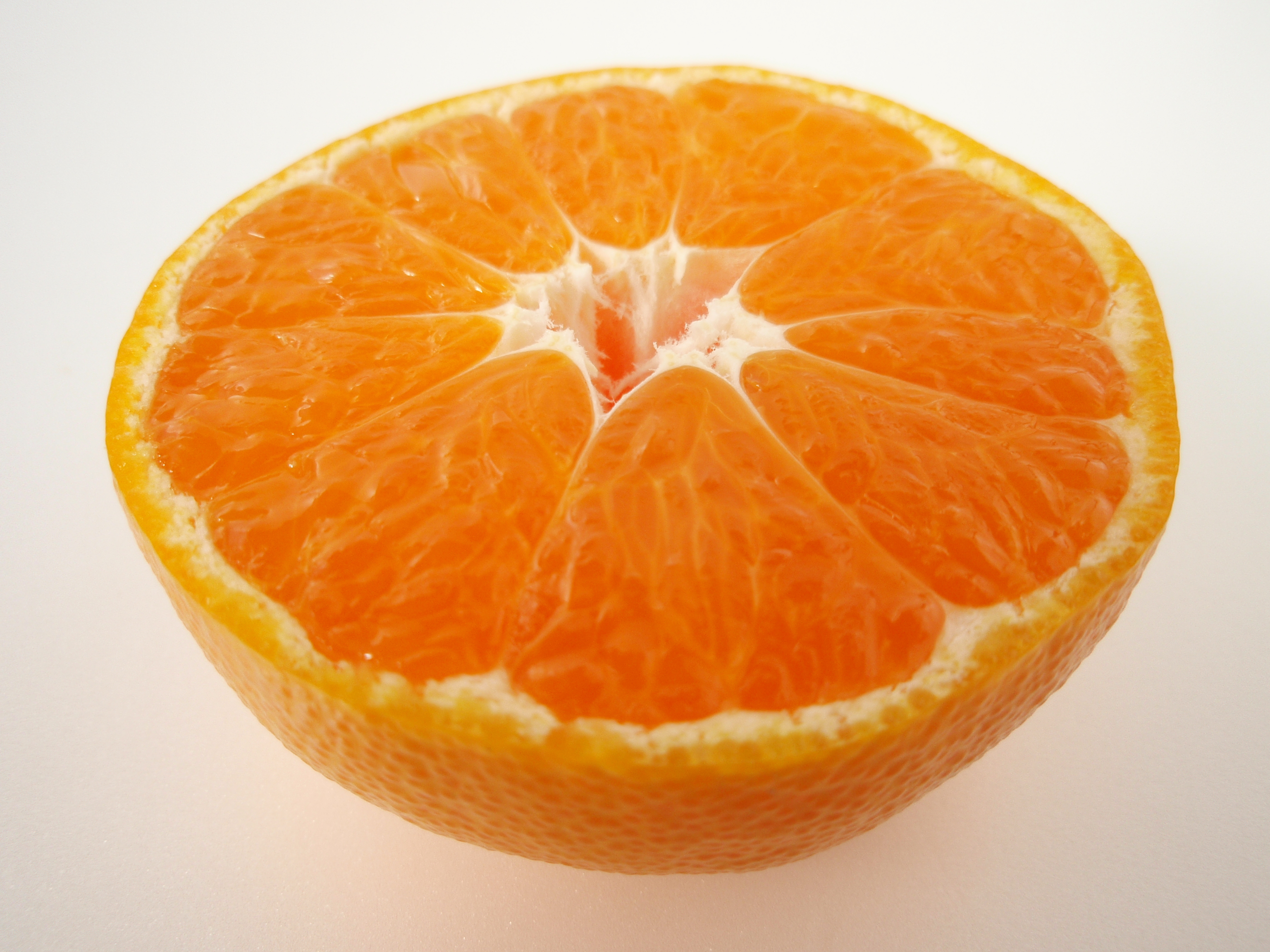
果実の水平断面
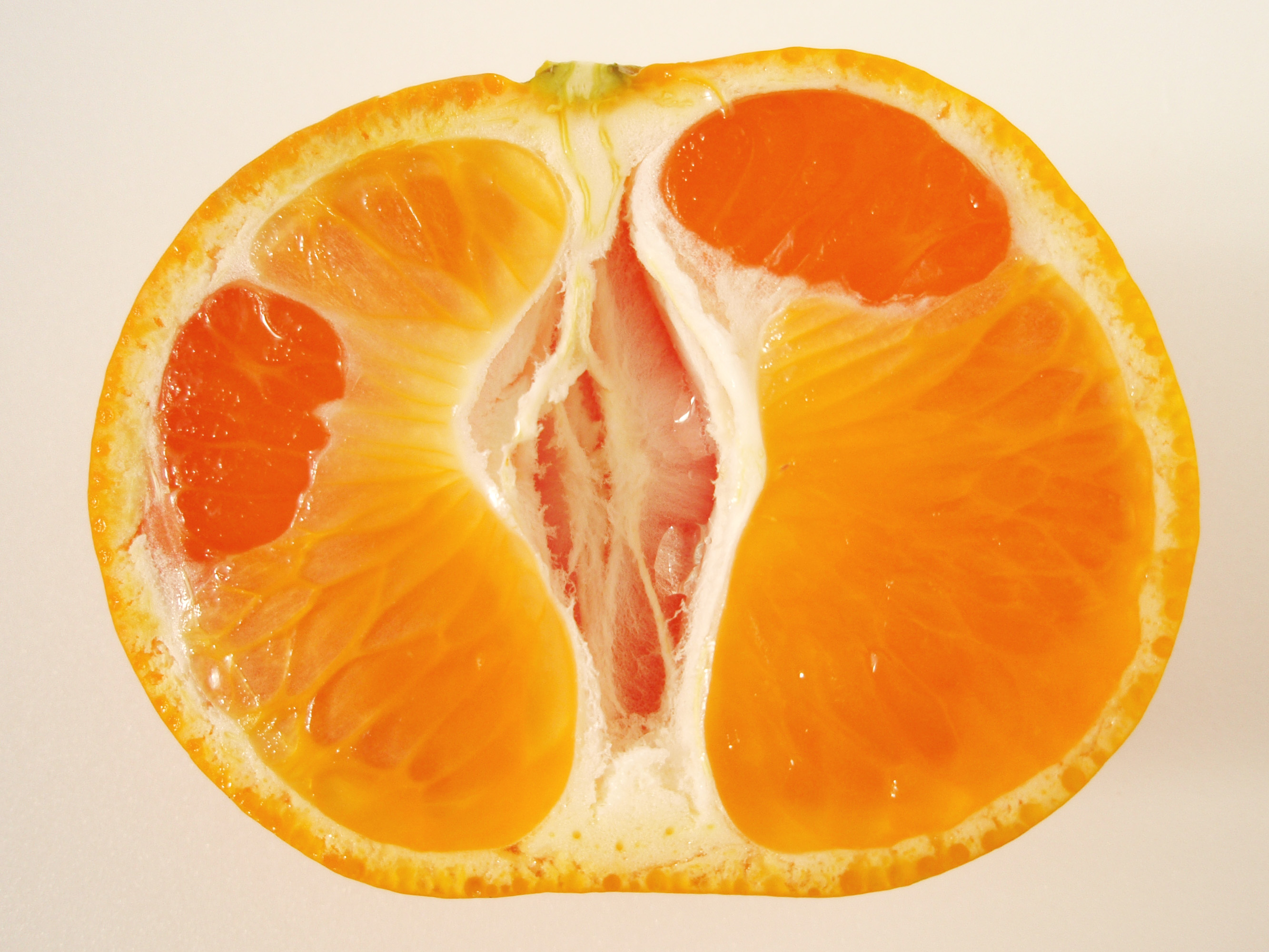
果実の垂直断面
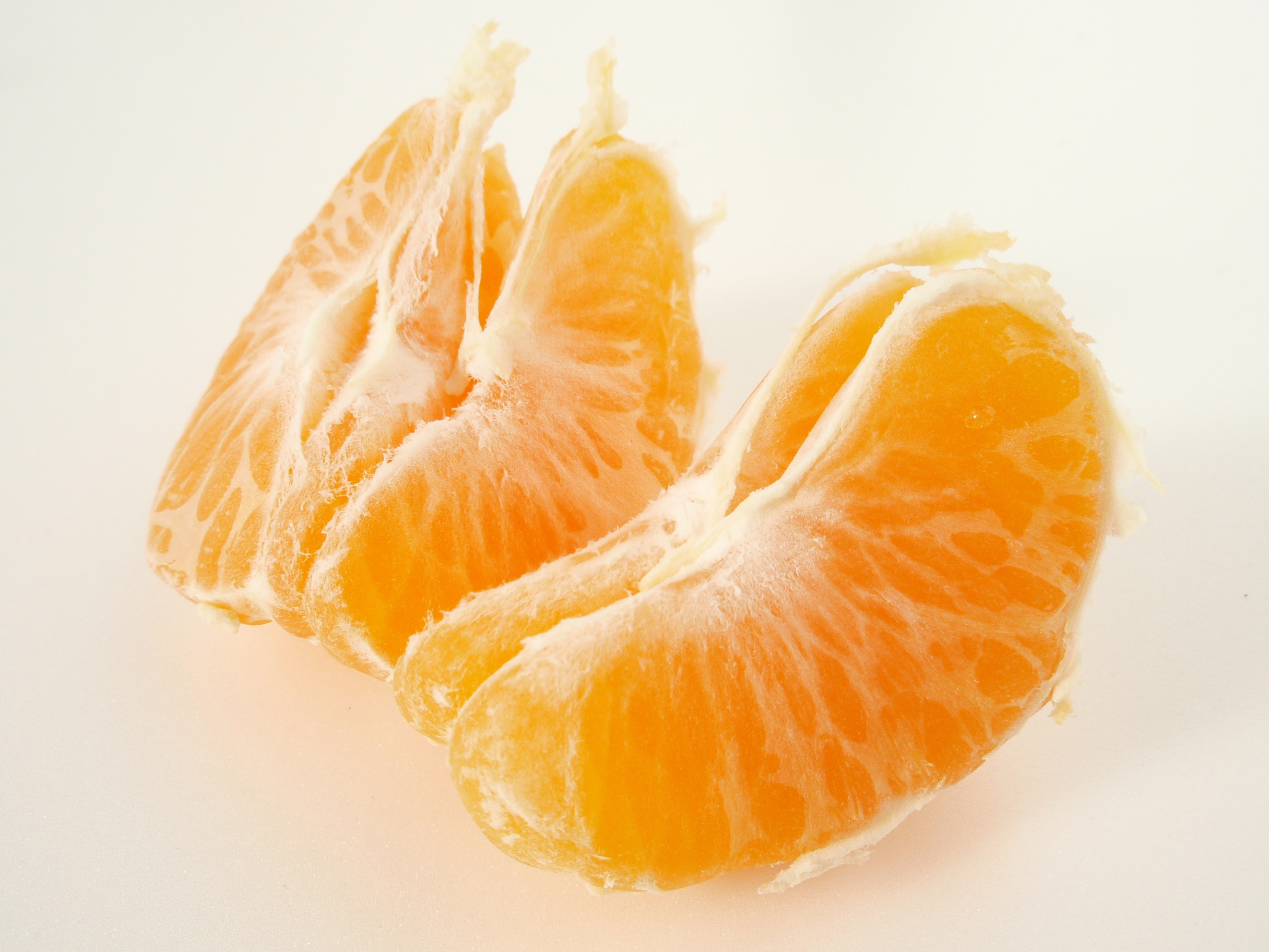
果皮内にある房

## ミカンの歴史

### 柑橘の伝来
柑橘の原種は3000万年前のインド東北部のアッサム地方近辺を発祥とし、様々な種に分化しながらミャンマー、タイ、中国などへ広まったとされる。中国においては古くから栽培が行われており、戦国時代に完成したとされる文献『晏子春秋』には「橘化為枳」（橘、化して枳と為る。境遇によって元の性質が変化するという意）との故事が記されている。
日本にはタチバナと沖縄にシークヮーサーが原生していたが、3世紀の日本の様子が書かれた『魏志倭人伝』には「有薑橘椒蘘荷不知以爲滋味」（生薑、橘、山椒、茗荷があるが、それらを食用とすることを知らない）と記されており、食用とはされていなかったと考えられる。
日本の文献で最初に柑橘が登場するのは『古事記』『日本書紀』であり、「垂仁天皇の命を受け常世の国に遣わされた田道間守が非時香菓（ときじくのかくのみ）の実と枝を持ち帰った（中略）非時香菓とは今の橘である」（日本書紀の訳）との記述がある。ここでの「橘」はタチバナであるともダイダイであるとも小ミカン（キシュウミカン）であるとも言われており、定かではない。
その後も中国からキンカンやコウジ（ウスカワミカン）といった様々な柑橘が伝来したが、当時の柑橘は食用としてよりもむしろ薬用として用いられていた。

### 日本の「ミカン」
ミカンとして最初に日本に広まったのは小ミカンである。中国との交易港として古くから栄えていた肥後国八代（現・熊本県八代市）に中国浙江省から小ミカンが伝り、高田（こうだ）みかんとして栽培され肥後国司より朝廷にも献上されていた、それが15 - 16世紀ごろに紀州有田（現・和歌山県有田郡）に移植され一大産業に発展したことから「紀州」の名が付けられた。また江戸時代の豪商である紀伊国屋文左衛門が、当時江戸で高騰していたミカンを紀州から運搬して富を得た伝説でも有名である（史実ではないとされる。詳細は紀伊国屋文左衛門の項目を参照）。また江戸時代初期、徳川家康が駿府城に隠居したとき、紀州から小ミカン（キシュウミカン）が献上され、家康が植えたこの木が静岡県のみかんの起源とされている。
静岡のみかんの起源には富士市（旧富士川町）の農夫が外国から移植した経緯もあり、家康が起源のみかんとは歴史も古く品種も異なる。
ウンシュウミカンは当初「長島蜜柑」「唐蜜柑」などと呼ばれていたが、種子を生じない性質から武士の世にあっては「種が無い＝子供ができない」の連想に繋がり縁起が悪いとされ、ほとんど栽培されることはなかった。しかし江戸時代後期よりその美味と種なしの利便性から栽培が行われるようになり、明治27年（1894年）ころから生産を増やして徐々に小ミカンに取って代わるようになった。「温州蜜柑」との呼称が一般的になったのもこのころである。

### 栽培の拡大
明治時代に入ると、以前よりミカン栽培に力を注いできた紀州有田はもとより、静岡県や愛媛県などでもウンシュウミカンの栽培が本格化する。産地の拡大により市場競争が始まり、栽培技術の改善や経営の合理化が図られるようになった。またアメリカ合衆国フロリダ州に苗木が送られたのを皮切りに北米や朝鮮半島にも輸出されるようになり、日本国外への展開も始まった。昭和初期にはナツミカンやアメリカから輸入されたネーブルオレンジなども広く栽培され、柑橘市場の成長は最初のピークを迎える。その後、太平洋戦争に突入すると、食糧増産の煽りを受けて栽培面積は減少し、資材の不足と徴兵による労働力の減少により果樹園は荒廃した。戦後の復興期もしばらくは食糧難の解消が最優先とされ、栽培面積の減少が続いたが、数年後には増加に転じ、1952年に戦前の水準まで回復した。
そのまま高度経済成長の波に乗り、ミカン栽培は飛躍的な伸びを見せる。復興ブームによる果実消費の増大によってウンシュウミカンは高値で取引されるようになり、一部では「黄色いダイヤ」とも呼ばれた。1960年以後は行政施策の後押しもあって全国的に過剰なまでに増産され、1968年の豊作時には計画生産量を上回った。このころには完全に生産過剰となっていたがなおも増産は続けられ、1972年には豊作とこの年から始まったグレープフルーツの輸入自由化の影響により価格が暴落。ピークの1975年には生産量は終戦直後の約8倍にあたる366.5万トンに達していた。

### 近年の動向
生産過剰に加えて1970年代よりアメリカからオレンジ輸入枠拡大の要請が強まり、政府はミカン栽培縮小へ方針を転換した。政府の政策は他種への改植を促すことにもなり、ウンシュウミカンの栽培面積が年々減り続ける一方で、他の柑橘の栽培は拡大した。
1980年代からの日米貿易摩擦の中で1991年にオレンジの輸入自由化が始まった。円高も相まってオレンジの輸入が増大する一方で主に北米向けに行われていた輸出は途絶え、ミカン栽培は危機を迎えた。これに対して各産地では生産調整、品質の向上、価格が高い早生や極早生への切り替えなどで対応し、ウンシュウミカンの価格は傾向として一時的に上昇した。しかし農家の後継者不足や果樹消費の多角化など、日本のミカン栽培は今なお様々な問題を抱えている。
2006年度は1963年以来43年ぶりに収穫量が100万トンを下回った。その原因として、開花後の日照不足や、夏季の少雨で果実が十分に成長できなかったことなどがあげられる。
農林水産省の2021年予想生産量は76万トンで2020年実績より6000トン少ない。農家の高齢化などにより供給量が需要を下回るようになっており、2020年産から緊急需給調整事業を廃止。過剰栽培を抑える意味で公表していた「適正生産量」を、増産を促す意味合いをもつ「予想生産量」へ切り替えた。
近年では新たな販路として日本国外への輸出拡大が試みられており、主な輸出先である北米の他にも香港や台湾といったアジア諸国への輸出も始まった。

### 海外の需要
欧米では「Satsuma」「Mikan」と呼ばれるようになった理由は蜜柑が伝わった理由は薩英戦争の際に薩摩がイギリスに蜜柑を送ったという説や在日米国公使のヴァン・ヴァルケンバーグ将軍の妻が1878年に、温州みかんの原産地とされる薩摩からアメリカ本国に木を送ってくれたことという説がある。
1908年から1911年にかけて、日本から約100万本のミカンの木が輸入され、フロリダ北部の湾岸からテキサスまでのメキシコ湾岸南部諸州に植えられ、大規模なミカン産業が発達しました。しかし、時折起こる厳しい寒波により、ミカンの栽培面積は減少した。ミカンは、メキシコ湾北部に接する州の南部で栽培される主要栽培されている。

## 主な品種と出荷時期

### 極早生温州
9月から10月ごろに掛けて収穫される。1970年代に発生したオイルショックを受けて、ハウス栽培における石油消費量を減らす目的で研究が進められるようになった。近年は生産過剰気味である。
宮本早生
宮川早生の枝変わりとして1967年に和歌山県下津町（現海南市）の宮本喜次によって発見され、1981年に品種登録された。果実は扁平で、収量性に優れる。宮川早生よりも2-3週間程早く成熟する。かつては極早生温州の中心品種であったが、後の品種改良で誕生した極早生品種に比べ糖度が低く食味が劣るため近年では栽培は激減している。
日南1号
興津早生の枝変わりとして1978年に宮崎県日南市の野田明夫によって発見され、1989年に品種登録された。比較的樹勢が強く、瓤嚢膜（じょうのう）膜が軟らかい。栽培容易で糖度、酸度ともに安定しているため栽培が広がり、現在では極早生温州の中心品種となっている。
日南の姫（日南N1、ニュー日南）
日南1号の枝変わりとして2008年3月18日に品種登録された。日南1号と比べ減酸や着色が早いため、8月下旬から収穫可能な超極早生品種として栽培が広がりつつある。日南の姫（ヒナノヒメ）は都城大同青果株式会社の登録商標である。
岩崎早生
興津早生の枝変わりとして1968年に長崎県西彼杵郡西海町（現・西海市）の岩崎伝一によって発見された。極早生の中でも最も早く出荷される品種のひとつである。
崎久保早生
松山早生の枝変わりとして1965年に三重県南牟婁郡御浜町の崎久保春男によって発見された。三重県の主力品種。
上野早生
宮川早生の枝変わりとして1970年に佐賀県東松浦郡浜玉町（現・唐津市）の上野壽彦によって発見され、1985年に品種登録された。減酸が緩やかなため、他の極早生品種に比べて収穫時期が遅れるが、その分食味は長く保たれる。また浮皮の発生が少ないのも特徴である。
ゆら早生
宮川早生の枝変わりとして1985年に和歌山県日高郡由良町の山口寛二によって発見され、1995年に品種登録された。他の極早生品種に比べ糖度が高く、瓤嚢膜膜が極めて薄く、多果汁であるため食味が良い。樹勢が弱く、さらに小玉果が多いため栽培が難しい。
YN26（紀のゆらら）
2001年に和歌山県果樹試験場によりゆら早生の珠心胚実生から育成され、2012年に品種登録された。ゆら早生よりも糖度が高く、減酸や着色も早く、樹勢も強い。ゆら早生同様にじょうのう膜が薄く多果汁であるため食味が良い。小玉果が多いという欠点はゆら早生から引き継いでいる。栽培および苗木の供給は和歌山県内に限られている。紀のゆららは和歌山県農業協同組合連合会の登録商標。

### 早生温州
10月から12月に掛けて収穫される。比較的単価が高いことから、中生や普通温州からの切り替えを進める産地もある。
青江早生
1892年（明治25年）ごろに大分県津久見市青江で発見された従来木の枝変わりの早生品種。日本初の早生温州とされる。1903年（明治36年）に広島県大長に導入されたほか、日本全国に広まった。現在ではほとんど栽培されていない。
宮川早生
1910年ごろに福岡県山門郡城内村（現柳川市）の宮川謙吉邸にて発見された枝変わりを、1925年に田中長三郎が発表した。育てやすく収量性が良いなど優れた特徴をもつため、古くから全国的に広く栽培されるようになった。食味が良いため現在でも早生温州の代表的な品種で、ハウス栽培用としても広く用いられる。また、袋掛けを行い樹上で越冬完熟させたものなども出荷されている。
興津早生
1940年に農研機構（旧農林省園芸試験場）において宮川早生にカラタチを受粉させた珠心胚実生から選抜され、1963年に品種登録された。宮川早生と比べて着色が1週間程早く、樹勢が強い。宮川早生と共に早生温州の代表的品種である。
田口早生
興津早生の枝変わりとして1978年に和歌山県有田郡吉備町（現有田川町）の田口耕作によって発見され、1995年に品種登録された。興津早生と比べ糖度が高く、減酸が早い。幼木のうちは大玉果になりやすいという欠点がある。
木村早生
宮川早生の枝変わりとして1976年に熊本県で発見された。宮川早生と比べ糖度が高く、じょうのう膜が薄いため食味が良い。大玉果になりやすく浮き皮が多く、さらに隔年結果になりやすいため栽培は難しい。
紅みかん（紅早生）
12月ごろに出回る早生種。皮の色が濃い鮮やかな朱色で、光沢があるのが特徴。果肉は張りがあり、酸味がなく、味が濃く甘味も強い。「山下紅早生」（和歌山県）、「小原紅早生」（香川県）などがあり、小原紅早生は宮川早生の枝変わりした品種で、国内のみかんの中で果皮の色が最も紅いといわれている。

### 中生温州
11 - 12月ごろに収穫される。
藤中温州
神奈川県湯河原町吉浜在住の藤中氏の農園で昭和初期のころ発見された系統で、現在は湯河原町 - 小田原市を中心に早生みかんから晩生みかんへの中継役として育成されている品種である。
南柑20号
1926年に愛媛県宇和島市の今城辰男の果樹園にて発見された系統で、本種を優良系統として選抜した南予柑橘分場（現・愛媛県立果樹試験場南予分場）にちなんで名付けられた。中生温州の代表的な品種で、愛媛県、特に南予地方において主力品種とされている。浮皮が多いのが欠点。
愛媛中生
1973年に愛媛県立果樹試験場において南柑20号にパーソンブラウンを受粉させた珠心胚実生から選抜され、1994年に品種登録された。南柑20号に比べて1週間程着色が早く糖度が高い。
向山温州
1934年に和歌山県伊都郡かつらぎ町の向山勝造によって発見された。樹勢が強く大果。果皮の紅色が濃いのが特徴。糖度が高く酸が低い。年により浮皮が多いのが欠点。
きゅうき
1989年に和歌山県有田市宮原町の久喜護によって向山温州の1樹変異個体として発見された。2011年品種登録。向山温州に比べ浮皮の発生が極めて少なく、糖度が高く減酸も早い。さらにじょうのう膜が薄く早生温州と似た食味である。向山温州に比べ樹勢はやや弱いが、隔年結果しずらく豊産性。栽培および苗木の供給は和歌山県内に限られている。
久能温州
農研機構（旧農林省園芸試験場）において長橋温州にジョッパオレンジを受粉させた珠心胚実生から選抜され、1971年に品種登録された。樹勢が強く果実は大きく育つ。缶詰用としても利用される。
瀬戸温州
農研機構（旧農林省園芸試験場）において杉山温州にトロビタオレンジを受粉させた珠心胚実生から選抜され、1971年に品種登録された。果実は浮皮が少なく、風味は糖度が高く酸が低い。瀬戸内などの雨量が少ない地域で特徴を表し、広島県を中心に栽培される。
盛田温州
宮川早生の枝変わりとして佐賀県東松浦郡七山村（現・唐津市）の盛田博文によって発見され、1980年に品種登録された。表面が非常に滑らかでトマトにたとえられることもある。

### 普通温州

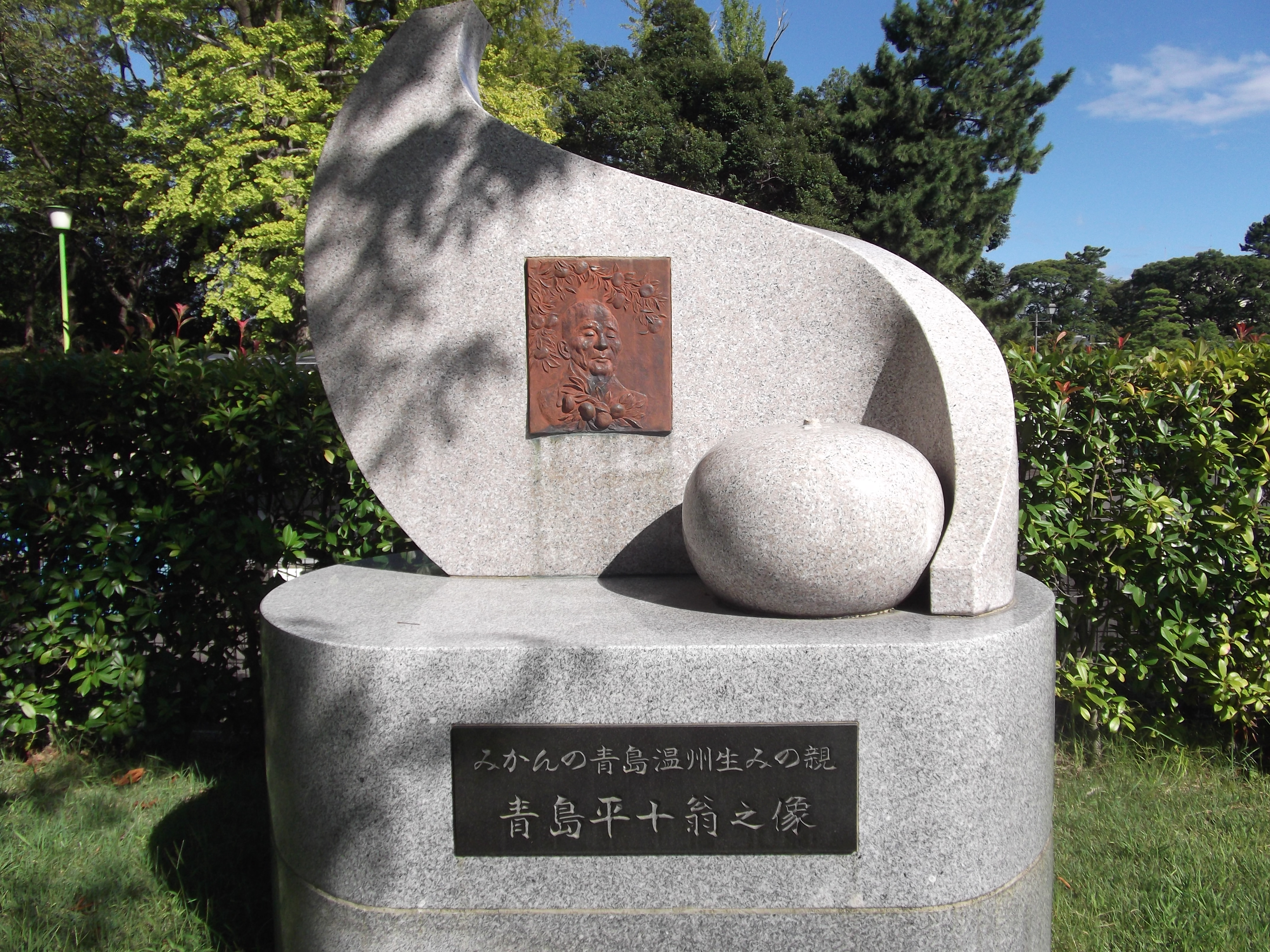
青島平十の像（静岡市、2012年9月）

11月下旬 - 12月に収穫される。特に遅く出荷される品種（青島や十万など）は晩生温州として区別される。
青島温州
静岡市葵区福田ヶ谷の青島平十によって、枝変わりとして1935年ごろ発見された。果実は大きく育ち、浮皮になりにくい。高糖系品種の代表格で、長期間の貯蔵も可能である。特に静岡県において主力品種として多く栽培されている。じょうのう膜が硬く、さらに隔年結果しやすいのが欠点。
十万温州
高知県香美郡山南村（現・香南市）の十万可章の果樹園にて発見された。長く貯蔵が可能で3月いっぱいまで出荷される。徳島県で多く栽培されている。
大津四号
1964年に神奈川県足柄下郡湯河原町の大津祐男が十万温州の珠心胚実生から選抜した。1977年に品種登録。青島温州と並び高糖系品種の代表格として各地で栽培されている。隔年結果しやすいのが難点。
今村温州
福岡県久留米市草野町吉木の今村芳太の果樹園にて発見された。濃厚な味わいで貯蔵性が良いが、樹勢が強く結実が不安定なため栽培が難しい品種とされる。栽培が難しく流通量が少ないため「幻のミカン」とも言われる。当時発見された原木は伐採されて現存しない。
紀の国温州
和歌山県果樹園芸試験場（現・和歌山県農林水産総合技術センター果樹園芸試験場）において丹生系温州の珠心胚実生から選抜され、1986年に品種登録された。丹生系温州よりも2週間程早く成熟する。
寿太郎温州
1975年の春、静岡県沼津市西浦久連で山田寿太郎の青島温州の木より発見された青島系統品種。青島温州よりも小ぶりでM・Sサイズ中心の小玉みかん。果皮は温州みかんとしては厚めで日持ちが良い、糖度も12度以上と高く濃厚で今後期待される品種である。近年産地保護育成の期限が切れ栽培解禁となった。

## 農産
日本で最も消費量の多い果実であったが、近年の総務省の家計調査では一世帯あたりの消費量においてバナナに抜かれて二位に転落し、2013年時点はバナナ、リンゴに次ぐ3位となっている。尤も、自家消費用に庭木にされていたり産地近辺では栽培農家からお裾分けをもらうなど、統計に載らない消費も多い。

### 産地

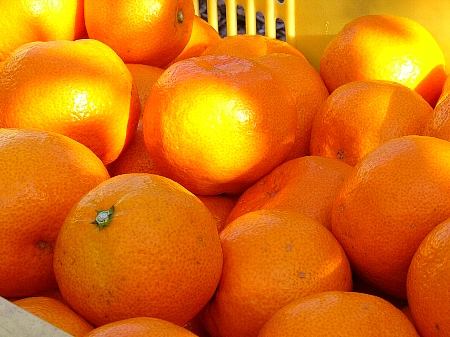
収穫されたウンシュウミカン

ウンシュウミカンの生産量は、和歌山県、愛媛県、静岡県が年間10万トン以上、続いて、熊本県、長崎県が5万トン以上、佐賀県、愛知県、広島県、福岡県、神奈川県、が2万トン以上、三重県、大分県、大阪府、香川県、徳島県、鹿児島県、宮崎県が1万トン以上、山口県、高知県が5000トン以上（2016年度の生産量に準拠）となっており、これらの県で99%以上を占める。以下、千葉県、岐阜県、兵庫県、岡山県が1000トン以上、その他茨城県、埼玉県、東京都、新潟県、福井県、京都府、奈良県、島根県、沖縄県などでも作られている。このように、ウンシュウミカン栽培は、温暖、かつ日当たり、風当たり、水はけが良い斜面の地形が条件であり、主な産地のほとんどが太平洋や瀬戸内海に面した沿岸地である。
近年は保存技術の向上と共にビニールハウスや温室で栽培されたハウスみかんも多く流通し、ほぼ一年中目にすることが出来る。ハウスみかんでは佐賀県、愛知県、大分県などが主産地となっている。
日本以外では、世界最大の産地である中国浙江省の寧波市・奉化市・寧海市、他に米国アラバマ州、スペインやトルコ、クロアチア、韓国の済州島、ペルーなどでも栽培されている。

#### 収穫量
- 収穫量（2016年度）
  - 全国合計 80万5,100 トン（2015年比 2万7,300 トンの増加）
    1. 和歌山県 16万1,100 トン（全国シェア約20%）
    2. 愛媛県 12万7,800 トン（全国シェア約16%）
    3. 静岡県 12万1,300 トン（全国シェア約15%）
- 産出額（2017年度）
  1. 和歌山県 335億円
  2. 静岡県 246億円
  3. 愛媛県 235億円
- 昭和初期まで和歌山県が首位を独走してきたが、1934年の風水害で大きく落ち込み、以降は静岡県が生産量1位の座についていた。
- 愛媛県は1970年より34年連続で収穫量1位を守ってきたが、2004年度から13年連続和歌山県が逆転し首位に。これを機に、愛媛県では新品種柑橘類の栽培を推奨したため、相対的にみかん産地（特に極早生）が減少。結果として全国シェアの差が年々広がっている。
- ウンシュウミカンは収穫が多い年（表年）と少ない年（裏年）が交互に発生する隔年結果の傾向が顕著なため、統計対比は2年前の統計を対象に行うのが通例となっている。実際は香川県、佐賀県、鹿児島県など裏年の方が収穫量が多い都道府県もある。
- 普通温州のみの生産量は静岡県が最も多い。早生、極早生などを含むウンシュウミカン全般（農水省のミカンがこれに当たる）および柑橘類全般では和歌山県が最も多い[23]。また、極早生、早生種のみは熊本県、ハウスみかんは佐賀県が一番多い。
- 上位三県以外の九州地方も全県が上位に含まれるなど、みかん栽培が盛んである。特に佐賀県や長崎県ではマルチシート被覆率が高い。
- 栽培北限は「最寒月の平均気温が5℃以上」とされている（北限産地については後述）。

## 日本の主要産地とブランド

### 生産上位県
和歌山
年間収穫量は14万トン - 19万トンで、大産地の割に隔年結果の影響は少なく、また出荷調整を行っている。主産地に有田市、有田川町（旧吉備町、旧金屋町）、湯浅町、広川町、海南市（旧下津町、旧海南市）、紀の川市（旧粉河町、旧那賀町、旧打田町、旧桃山町）、和歌山市、由良町、日高川町（旧川辺町）、田辺市、かつらぎ町、紀美野町（旧野上町）、上富田町など。主な出荷先は近畿、北海道、新潟、関東（栃木、横浜など）などで、京阪神市場の7割以上を占め、また新潟、横浜、札幌市場などで高い評価を得ている。大都市圏に近いため、観光農園や直売所も多い。かつては京阪神中心で、東京の市場へはそこまで重視していなかったが、近年は出荷量ベースでは愛媛県産に肉薄してきている。
有田みかん
有田川流域や有田郡の沿岸で栽培される和歌山県の代表的ブランドで、有田市と有田郡の3町（有田川町、湯浅町、広川町）が指定産地。江戸時代からの名産地であり、県産みかんの40%以上を占めるが、ミカン樹木の老齢化も進んでおり、近年は内陸の産地が主力となっている。管内には10以上の選果場（古くは20以上あったが統廃合により集約された）があり、さらにJA直営と地域運営に分けられる。前者によるものはAQみかん（AQはArida Qualityから。内陸に位置する複数の選果場を統合し、有田川町に2箇所と広川町《マル南》に選果場を持つ。全国に先駆けて非破壊酸度測定装置《シトラスセンサー》を導入）というブランド名が付けられる。対して、地域運営による共同選果場のものとしては、宮原共選（有田市宮原町）、マルス共選（湯浅町栖原。昔は有田市須谷にも須谷マルス共選があったため、栖原マル栖共選といわれていた）、マル御共選（有田川町庄。御は御霊地区に因む）、マル有共選（有田川町西丹生図）、マル賢共選（有田川町賢。マル賢みかんと呼ばれ、宇都宮市と石巻市の市場にのみ出荷）、ありだ共選（有田市千田。アルファベットの「A」を象ったエースマークがシンボルで、ハウスみかん生産も多い）などがある。これらの選果場では、JAが指定する協会共通のブランドに「味一α」「味一みかん」があり、上記の選果場共通で糖度12.5%以上の優良品に付けられる。また、有田市にある選果場では、一定糖度以上の優品に対し「有田市認定みかん」という独自の選定ブランドも設けられている。それとは別に出荷組合による個撰ブランドがあり、「新堂みかん」（有田市新堂。新堂みかん出荷組合）、湯浅町の「田村みかん」（湯浅町田《旧田村》。田村出荷組合）、「田口共販みかん」（有田川町田口。田口共販組合。田口みかんともいい、同地区は田口早生発祥地）が知られる。これに農業法人や企業、または個人農家のブランドもあり、上質みかんをジュースにして販売し成功を収めた、早和果樹園（草創は早和共選）などが知られる。有田みかんは全国他の51箇所とともに地域団体商標の全国第一弾として認定された。
下津みかん
海南市下津町は有田郡に次ぐ和歌山県の主産地で、江戸時代から連綿とみかん栽培が行われており、紀伊國屋文左衛門がこの下津から船を出したと伝わっている。早生種が中心の有田に対し、普通温州が中心。経営的な戦略もあって有田みかんとは時期をずらし、みかんの出荷が減る1月 - 2月ごろに「蔵出しみかん」という貯蔵みかんを出荷する。収穫後に貯蔵を行うことで、酸を和らげ糖度を増し、旨味を高めることができる。このようなみかんを貯蔵みかん、蔵出しみかんといい、みかんの芸術品と言われている。貯蔵みかん産地として下津町は国内最大規模で、「下津蔵出しみかんシステム」が2019年に日本農業遺産に認定された。また、選果場を最新の糖度センサーを導入した蔵夢選果場1箇所に集約しており、ブランド品に糖度13%以上の「ひかえおろう」、12%以上の「雛みかん」などがある。京阪神のほか、北海道への出荷が多い。「しもつみかん」として地域団体商標登録。また、旧海南市域の藤白地区でも栽培が盛んで、「下津みかん」として出荷している。貯蔵みかんは、下津の他に徳島県勝浦町、静岡県浜松市浜名区（旧三ケ日町）、岐阜県海津市、佐賀県小城市などでも実践されている。
紀南みかん
JA紀南管内である和歌山県田辺市・上富田町・白浜町など西牟婁郡で栽培される、JA紀南管轄内におけるみかん産地の総称。紀南地方は気候が有田地方より温暖なため、内陸部の斜面に産地が多い。温暖な気候を活かした極早生みかんの早出し出荷および早生みかん・中晩柑類の樹上完熟出荷が特色である。ブランドとして田辺市大坊地区の「大坊みかん」、極早生みかんの「天」、早生みかんの「木熟みかん天」「紀州一番」、デコポンやポンカン、八朔、清見、ネーブルオレンジの「木熟」シリーズなどがあり、有田や下津と比較すると、首都圏への出荷比率が高い。
日高郡
日高郡はどちらかというとシラヌヒ、イヨカン、甘夏、セミノールなど中晩柑の生産が盛んであるが、みかんの栽培を行っている地域もある。太平洋に面した由良町はゆら早生の発祥地として知られ、ミカンの他にもレモンや清見などを栽培する複合産地となっている。「ゆらっ子」は日高郡由良町で生産されるブランドみかんで、マルチ栽培により高糖度を実現している。また日高川町（旧川辺町）でもみかん栽培が盛んで、総称して川辺みかんと呼ばれ、ブランド産地では若野地区の若野みかんなどがある。
紀の川市、和歌山市
紀の川市、和歌山市山東地区でもみかん栽培が盛ん。紀の川市はJA紀の里が管轄しており、紀ノ川南岸、龍門山脈北嶺にみかん産地が展開する。生産量は県内有数で、極早生種や紀州ミカン（紀州小ミカン）の栽培が中心だが、早生種、普通種も見られる。大阪という大都市に近いため、観光農園や直売所販売も多い。汎用的な名称である和歌山みかんが一般的だが、産地を差別化するため、管轄JAの名から紀の里ブランドみかん、紀の里みかんと名乗っているケースも散見され、近年は差別化とブランド向上のために、有田で主流の早生種、宮川早生のほか、愛媛県で生産が多い普通種の南柑20号を生産している農家も増えている。また、一帯は八朔の生産が盛んで、生産量、出荷量、栽培面積において日本一の産地となっている。和歌山市は和歌山電鉄貴志川線沿線の山東（さんどう）地区で栽培が盛ん。

愛媛県
年間収穫量は12万トン - 16万トンで、出荷額は高い。また、市場価値の高い中晩柑生産にシフトしてきている。主産地に八幡浜市（旧八幡浜市、旧保内町）、宇和島市（旧吉田町、旧宇和島市、旧津島町）、西予市（旧三瓶町、旧明浜町）、伊方町（旧伊方町、旧瀬戸町）、伊予市（旧双海町、旧伊予市）、砥部町、松山市（旧中島町、旧松山市、旧北条市）、今治市（旧大三島町、旧大浦町、旧関前村、旧菊間町、旧今治市、旧大西町）、大洲市（旧長浜町）など。主な出荷先は関東、甲信越、近畿などで、愛媛みかんという名称で県外に出荷するため、箱の色や選果部会の商標で産地を区別している。
西宇和みかん
JAにしうわが管轄する愛媛県八幡浜市、伊方町、西予市三瓶地区（旧三瓶町）で生産されるみかん産地の総称。明治時代から痩せ地を開墾し、戦後みかん産地として発展。海岸沿いの南向き、西向き急斜面という好条件により、品質に優れたみかんを生産、首都圏の築地や大田市場を中心に高い評価を受け、首都圏を中心に名の通ったブランド産地に成長した。中でも「日の丸みかん」（八幡浜市向灘地区で、名称は共同選果部会名から。ブランド品に「豪琉頭日の丸千両」「日の丸千両」「百年蜜柑」などがあり、高級品特化。また、もっぱら葉擦れ品を扱った家庭用一般用に「ガキ大将」があるが、この産地だけは茶箱を用いていない）、「真穴みかん」（八幡浜市真網代《まあじろ》地区および穴井地区。旧真穴村にあった真穴選果部会に因み、マルマの愛称をもつ。ブランド品に「ひなの里」がある。また、真網代青果による「真穴みかん貴賓」などがある）、「川上みかん」（八幡浜市川上地区。旧川上村にあった川上選果部会に因み、マルカと略される。ブランド品に「味ピカ」「味ピカ小太郎」「風」など）はウンシュウミカン専作の産地となっている。他には旧保内町喜須来、宮内と八幡浜市の日土町から成るみつる共選（以前の名称は保内共選。みつるはブランド品「蜜る」に因んだもの）、八幡浜共選（八幡浜市内にあり、川之石、舌田、粟野浦の市内沿岸3地区から成る中晩柑との複合産地で、収穫量最大の選果部会。ブランド品に「濱ノ姫」「濱美人」）、八協共選（八幡浜市内内陸に位置する矢野崎、千丈、双岩、神山の4地区から成る中晩柑との複合産地。ブランド品に「媛美月」）、三瓶共選（西予市三瓶地区（旧三瓶町）を包含。ニューサマーオレンジの産地として知られる複合産地。ブランド品に「しずる」《雫流》）、伊方共選（伊方町。ウンシュウミカンを中心とする複合産地。ブランド品に「媛匠」）などの10箇所の共同選果部会が独自のブランドを築いている（伊方町（旧三崎町）に三崎共選があるが、ここは清見タンゴールなどの中晩柑専作であり、ウンシュウミカン栽培はほとんど行っていない。また、同じく中晩柑中心の磯津共選（同旧保内町内磯津地区）があるが、規模は小さい）。また、箱の色から高級品は俗に黒箱と呼ばれるが、家庭用一般品は茶色の箱。なお、JAにしうわでは西宇和みかんPRとキャンペーンのために、例年『クレヨンしんちゃん』の野原しんのすけを採用している。
宇和みかん
JAえひめ南が管轄する宇和島市吉田町（旧吉田町）、宇和島市を中心とした産地で作られるみかんの総称。特に宇和島市吉田町は八幡浜市に次ぐ県内2番目のミカン産地で、戦後しばらくは首都圏に盛んに出荷され、八幡浜を凌ぐ県内随一の産地であった。赤色の箱が特徴で、宇和青果農協時代からの銘柄である「うわの赤箱」という愛称で親しまれている。宇和島市吉田町内に味楽、玉津、喜佐方、宇和島市に宇和島共同の、計4箇所の選果場がある。ブランド品に「美柑王」「お袋さん」などがあり、またブランド力の高い玉津選果場では厳選品を「たまもの」という名称でブランド販売している。温州みかんのほか、甘平、甘夏、ポンカン、不知火の産地にもなっている。
明浜みかん
八幡浜市と宇和島市吉田町の中間に位置する西予市の明浜地区（旧明浜町）で生産されるみかん。みかん産地の中でこの明浜だけがJAひがしうわ管轄となっており、箱の色も他とは異なり、橙色である。一般品の「風のいたずら」、ブランド品に「はまかぜみかん」などがあり、契約農家が任意で搾汁し販売するムテンカというストレートジュースでも注目を浴びている産地でもある。有機栽培農法でみかんを栽培、販売する無茶々園も同地区内にある。
興居島みかん（ごごしまみかん）
愛媛県松山市の西部に位置する興居島（旧興居島村）で生産されるみかんで、「島みかん」と呼ばれ親しまれている。県外出荷の他産地と異なり、市内流通が中心となっているため、愛媛みかんという名称を用いていない。また、共同選果場がなく、個人選果を行っている珍しい産地である。箱の色は濃紅色。
中島みかん
愛媛県松山市の北西部に位置する中島（旧中島町）で生産されるみかん。かつては選果場を持ち、マルナカブランドとして京阪神、首都圏などに出荷していたが松山市に吸収合併されると産地として衰退した。後にブランド再興の気運が高まり、松山市の内地産と差別化（内地ではハウスみかん中心）を図るため、「中島便り」として販売される。ブランド品に「中島便り 匠と極」。箱の色は黄緑色（管轄JAのJAえひめ中央に因む）。伊予柑、カラマンダリンやその他柑橘の複合産地にもなっている。
今治、越智地方
県北部の今治市（旧越智郡を含む）もみかん栽培が盛んな地である。JAおちいまばり管轄となっており、青色の箱から、青箱と呼ばれる。また、産地から瀬戸内みかんと呼んでいるケースもある。ブランド品に「サンエース」があるが、宇和地方の産地がブランド志向となるなか、一般向け中心であり、比較的京阪神方面への出荷も多い。中晩柑の栽培も盛んで、せとか、はれひめ、愛媛県果試28号（紅まどんな）などの生産も盛んになっている。
松山市（島嶼以外）、伊予市、砥部町
JAえひめ中央が管轄し、県中心部、中予に位置する産地で、ハウスみかん生産が主流である。ブランド品に「道後物語」がある。また、一帯は伊予柑、せとか、甘平、愛媛県果試28号（紅まどんな）の主産地としても発展してきている。

静岡県
年間収穫量は10万トン - 13万トン（隔年結果の差が大きい）。主産地に浜松市（旧三ヶ日町、旧浜松市、旧細江町、旧引佐町、旧浜北市）、湖西市、藤枝市（旧藤枝市、旧岡部町）、静岡市葵区、静岡市清水区（旧清水市、旧由比町）、沼津市、熱海市、伊東市、島田市、牧之原市（旧榛原町）などで、県内の東西に産地が分布する。普通温州栽培国内1位。特に浜松市はみかん栽培が盛んな三ケ日町や細江町、引佐町などを合併したため、収穫量、出荷量ともに自治体として国内トップである。主な出荷先は中京圏、北陸、関東、東北など。
三ケ日みかん
静岡県浜松市浜名区三ヶ日（旧三ケ日町）。静岡県内最大の産地で浜名湖北部の南向き斜面に産地が広がり、中京圏を中心に高いブランド力をもつ。ミカちゃんという少女がトレードマークとなっている。収穫後出荷を行うもののほか、貯蔵してからの出荷も多く、産地の出荷期間は長い。高級ブランドとして指定登録、樹上熟成などを徹底した「ミカエース」を初め、「心」、貯蔵みかんの「誉れ」などがあり、また浜松市の卸売会社マルマによる私撰の「マルマみかん」も知られる（同社はミカンが有名だが、柿、馬鈴薯などもブランド化している）。
丸浜みかん
浜松市。浜名湖の北東部に位置する丸浜選果場に因み、丸浜柑橘農業共同組合連合会によるブランドみかん産地。片山ミカンという品種（原産は徳島県。普通温州）を多く栽培することで知られる。
浜名湖みかん
三ヶ日町の周囲の浜名湖畔はみかん産地が集中しており、細江町、引佐町、浜松市東区、湖西市知波田地区などで盛んとなっている。また、一帯のみかんを指して浜名湖みかんと名乗っていることが多い。浜松市細江町は白柳ネーブルの産地としても知られる。また、浜松市内にあるJAとぴあ浜松ではとぴあみかんという名称で販売もしており、マルチ栽培による高糖度みかんを「天下糖一」としてブランド販売している。
西浦みかん
沼津市に位置し、県東部を代表するブランドみかん産地。駿河湾に面する斜面に産地が展開し、古くからの産地となっている。寿太郎温州という糖度の高い品種の栽培が主流になってきており、貯蔵により糖度を上げた「寿太郎プレミアム」、ハウスみかんの「寿太郎プレミアムゴールド」というブランド品がある。
静岡青島みかん
静岡市葵区の山間部は青島温州の発祥地。マルチ栽培によるブランド化を進めており「夢頂」「いあんばい」などの銘柄がある。
清水のミカン
静岡市清水区は県中部で盛んな場所の一つで、清水のミカンと呼んでPR活動（清水産柑橘類の統一ロゴマークの設定、応援ユニットの結成など）を行っている。温暖な気候を生かし、ミカンのほかに不知火、はるみ、スルガエレガント（静岡県独自の中晩柑）、ポンカンにハウスみかんなどを栽培する複合産地となっている。また、全国でも珍しく平地面でみかん畑が広がる（一帯は降雨が少なく、日照時間が長いため実現した。日照時間の均一化、高齢者の負担を軽減する目的）。古くは地元のみかんを使った缶詰（缶詰は清水を代表する産業である）も作っており、清水から海外に輸出し、外貨を獲得していた。
藤枝市とその周辺
藤枝市（旧岡部町含む）は県中部で最も盛んな場所の一つで、岡部は県内みかん栽培の発祥地とされている。まれに、地域名から志太みかんとも言われる。管轄のJAおおいがわは、厳しい検疫をクリアした輸出ミカン管理組合を置いており、国内の対米、カナダ、ニュージーランドへのミカン輸出拠点となっている。また、島田市ではハウスみかん栽培が盛んなほか、神座みかんというブランド産地がある。

熊本県
年間収穫量は7万トン - 10万トン。2017年は不作の静岡県を上回り、収穫量全国3位となっている。主産地に熊本市（旧熊本市、旧植木町）、玉名市（旧天水町、旧玉名市）、宇城市（旧三角町、旧不知火町）、宇土市、荒尾市、玉東町、和水町（旧三加和町）、山鹿市、天草市（旧牛深市）など。八代海に面した県北部に産地が集中する。主な出荷先は九州、岡山、中京圏など。極早生種の生産が多い。
河内みかん
熊本県河内町（1991年2月熊本市に編入）の金峰山山麓の西側で多く栽培されている産地の総称。江戸後期からみかん栽培が勧められ、1934年には県立果樹実験場が設置。石垣を組んだ段々畑となっており、温暖な気候と八代海の反射光、石垣からの反射熱から良質のみかんが作れ、県最大の産地となった。一帯には4箇所の選果場があったが品質向上のために統合され、夢未来みかんとして出荷している。ブランドに「夢の恵」などがある。
天水みかん（小天みかん）
小岱山麓にある玉名市天水町付近は熊本県内有数の産地。夏目漱石の『草枕』にもその記述があり、ブランド品「草枕」の由来にもなっている。また、玉名市などでは「小天みかん」と呼んでいる。
三角みかん
熊本県宇城市三角町（2005年1月宇城市に編入）で多く栽培されているブランド。早生種の「肥のあかり」「肥のあけぼの」の特産地にもなっている。温州みかんではないが、熊本県果実連合会が登録商標をもつデコポンでも有名。

長崎県
年間収穫量は5万トン - 7万トン。主産地は佐世保市、諫早市（旧多良見町、旧小長井町、旧諫早市、旧高来町）、西海市（旧西海町、旧西彼町）、長崎市、大村市、南島原市（旧北有馬町、旧有家町）、長与町、川棚町、長崎市（旧琴海町、旧長崎市）、時津町、東彼杵町など。主な出荷先は九州、関東など。200年以上の歴史がある長崎みかんは、長崎県を代表する特産品の一つとなっており、大村湾を中心とした海岸地域を中心に、県内広く生産されている。長崎県は三方を海に囲まれて対馬海流の影響を受け、年間を通じて温暖な気候であり、また海からの反射光があること、傾斜地を利用して非常に日当たりのいい段々畑を中心に栽培されていることなども併せて、みかん作りに適した環境が整っている。また、マルチシート被覆率は50%を超え、愛媛県と並びブランド戦略が活発である。
西海みかん
針尾島などの佐世保市南部から西彼杵半島西岸に位置するみかんの愛称。西海みかんではさせぼ温州という早生種が栽培されており、ブランド品に「味っ子」「味まる」（JAながさき西海）や「ながさきの夢」「味ロマン」（JA長崎せいひ）などがある。その中で、「出島の華」は14度以上という糖度が保証されたブランド品で、させぼ温州の県共通ブランドであるが、西海地区での栽培が盛ん。
伊木力みかん・長与みかん
長崎県諫早市多良見町（旧多良見町）を中心とするみかん産地で、旧市町村では多良見町が県内最大の産地であった。とりわけ伊木力（いきりき）地区のものが知られ、伊木力みかん、さらに佐瀬地区のものは皇室献上の歴史もなどもあり、佐瀬みかんとして高級ブランド化している。隣接する長与町でもみかん生産は盛んで、200年の歴史をもつ。町内にはかつて長与選果場があり長与みかんと呼ばれていたが、2011年にことのうみ伊木力選果場に統合されたため、県外向けには伊木力みかんとして出荷、販売される場合もある。また、この伊木力と長与は共にJA長崎せいひの管轄内であり、長崎中央卸売市場による「ながさき甘姫」という共通のブランド品もある。
南高みかん
長崎県南島原市の南高（なんこう）果樹農協を中心とするみかん産地で、周辺の産地を島原みかんと呼ぶこともある。堆肥にステビアの葉を利用しているのが特色（ステビア有機農法は桃やメロンなど他の果物でも実践している地区がある）で、糖度の高いみかんができる。ハウスみかん栽培が多く、県共通ブランド品「長崎恋みかん」の主産地にもなっている。また、管轄JAのブランドに「太鼓判」、「南高自信作」、「味錦」などがある。
県央
大村湾東岸に位置する県央部の大村市や川棚町もみかん栽培が盛んな地区であり、JAながさき県央の管轄となっている。大村湾の海面と多良岳西麓の斜面など地形条件に恵まれており、ブランド品に糖度13度以上の「味ホープ」、12度以上の「はなまる物語」などがある。
豆酘みかん
長崎県対馬市の豆酘（つつ）地区で栽培されるみかん。豆酘地区はみかん産地としては北限に近く、かなり高緯度となっているが、対馬海流の温暖な気候を利用して、ブランドみかんが栽培されている。

佐賀県
年間収穫量は5万トン前後。主産地に唐津市（旧浜玉町、旧唐津市、旧七山村）、太良町、鹿島市、佐賀市（旧大和町）、多久市、小城市（旧小城町）、玄海町、伊万里市など。県の東西にオレンジベルトと呼ばれるみかん生産地が分布している。「さが美人」は県共通の高級ブランド。ハウスみかんの収穫量は国内1位。出荷先は北部九州、京阪神などであり、大阪市場では和歌山産の次にシェアが高い。
からつハウスみかん
佐賀県唐津市浜崎、玉島地区（旧浜玉町）は愛知県蒲郡市と並ぶハウスみかんの一大産地。古くからハウスみかんの生産が盛んで、4月 - 9月の間に京阪神圏などに出荷される。また、唐津市の上場地区（旧鎮西町）では「うわばの夢」という高糖度のみかん（ハウス・露地）を生産する。
太良みかん（たらみかん）
多良岳の山麓、太良町で生産されるみかん。戦後は全国最大級の極早生産地として一世を風靡したが、その後の社会情勢に伴い生産量が激減。近年は選果場統合の危機に直面したことで、「たらみかん活性化プロジェクト」を立ち上げ、同町内のミカン農家が有志で立ち上げた「たらシトラス会」で情報発信や地元への奉仕活動を行ったり、たらみかん通販サイト「タラッタ」で太良みかんを販売したりしている。盛田温州（皮肌がツルツルしているため、トマトみかんという愛称をもつ）やクレメンティン（スペイン原産の柑橘）などが産地の特色である。
鹿島市
鹿島市は太良町と並び、多良岳山麓の大規模みかん産地。鹿島市は祐徳稲荷神社の門前町であり、「さが美人」の中でも、特に糖度の高いみかんを選び「祐徳みかん」としてブランド化している。
天山みかん
県北部にそびえる天山の南麓に分布する産地の総称。佐賀市大和町、小城市、多久市が栽培の中心。貯蔵みかんやハウスみかんなどで個性化を出しており、大和町の貯蔵ブランドみかん「あんみつ姫」、小城市の高糖度高級ブランド「プレミアム天山」、多久市の「孔子の里」などがある。

### 主要産地（累年統計をとっている産地）
広島県
年間収穫量は2万5000トンから4万2000トン。1960年半ばまでは、和歌山県、愛媛県と並んでミカンの三大名産地といわれたが、以降は順位を落とした。当時は広島の瀬戸内海の島々はミカンの島ばかりで、晩春初夏の交に瀬戸内海を船で行くと、潮風にのってくるミカンの花の香に旅情を慰められた。1954年に県花を決める際も、ミカンが有力だったが、愛媛に譲りモミジを選んだ。主産地は呉市（旧豊町、旧豊浜町、旧倉橋町、旧蒲刈町）、大崎上島町（旧大崎町、旧木江町、東野町）、尾道市（旧瀬戸田町、旧向島町、旧因島市、旧尾道市）、三原市など。芸予諸島で生産が盛んだが、内地にも三原市、尾道市などにみかん産地がある。出荷先は広島、岡山、阪神地方など。
大長みかん（おおちょうみかん）
広島県を代表するブランド産地。大長とは呉市豊町（旧豊町）に属した旧大長村に因む。大崎下島、豊島（以上広島県呉市）、大崎上島（同大崎上島町）のほか、岡村島（愛媛県今治市）で栽培されるみかんも歴史的経緯などから大長みかんとして出荷される。大崎上島では石垣を組んだ産地で育てた「大長石積みかん」がある。
瀬戸田みかん
尾道市瀬戸田町（旧瀬戸田町）は、国産レモン、あるいは国産ネーブルの産地として知られる一方で、みかん栽培でも名高い。瀬戸田みかんとして県内では大長みかんに並ぶほどの成長を遂げ、最高級品には「せとだの五つ星」というブランドが付けられる。
高根みかん（こうねみかん）
旧瀬戸田町のうち、高根島で栽培される高根みかんは高島屋百貨店のブランドロゴに類似したロゴを使いまるたかみかんと呼ばれ、古くは関西、関東方面へも出荷された。高根みかんとして地域団体商標に登録しているが、今日では瀬戸田のブランド知名度が上がったため、瀬戸田みかん（高根島産と付記することも）で販売されることもある。
石地みかん（いしじみかん）
石地みかんとは倉橋島の農家、石地富司清の農地で発見された突然変異種。糖度が高く味が濃厚で、倉橋島の特産となって今日に至っている。ブランド品に「いしじの匠」がある。
因島
尾道市因島（旧因島市）もみかんの産地として知られ、因島みかんと呼ばれる。また、一帯は八朔の発祥地としても知られ、八朔、紅八朔は特産品となっている。

愛知県
年間収穫量は2万3000トン - 3万トン。主産地に蒲郡市、美浜町、東海市、南知多町、豊川市（旧御津町）、知多市、豊橋市など。ハウスみかん栽培国内2位。出荷先は中京圏、関東など。
蒲郡温室みかん
愛知県蒲郡市は温泉資源が豊富であるため、温泉水を利用したハウス栽培が盛んになった。蒲郡温室みかんは栽培されるハウスみかんのブランド品で、主に中京圏、首都圏に出荷される。蒲郡みかんとして地域団体商標登録。
知多みかん
知多半島では美浜町が中心となって栽培が盛んであり、あいち知多柑橘出荷組合が陣頭指揮を執る。ブランド品にマルチ栽培の露地みかんである「あまみっこ」、ハウス栽培の「みはまっこ」、「さわみっこ」がある。
東海市
かつては斜面沿いにみかん畑が多く見られ、県内有数の産地であったが、後に宅地化が進行し、また畑作が主流となったため、産地としては大きく縮小した。一方で、名古屋都市圏への近接性から観光農園が散見される。

福岡県
年間収穫量は2万トン～3万トン。筑後地方が主産地で、みやま市と八女市で県内の6割以上を占める。主産地にみやま市（旧山川町、旧高田町）、八女市（旧立花町、旧黒木町）、大牟田市、豊前市、古賀市など。県統一のブランドに、「ハニーみかん」「マイルド130」「博多マイルド」などがある。
山川みかん
みやま市（旧山川町）は県内随一の知名度を誇るブランド産地で、山川みかんは高級品として九州を中心に市場出荷される。マルチシート被覆率が高いほか、青年部での研修会など人材育成にも注力している。
立花みかん
八女市立花町で作られるみかん。立花は山川と並ぶ大産地で、露地みかんの他に貯蔵みかん、ハウスみかん栽培も多く、また国内最大のキウイ産地としても知られる。ブランド品に「姫たちばな」「華たちばな」がある。

神奈川県
年間収穫量は2万トンから3万トン。主産地は湯河原町、小田原市、南足柄市、中井町、大磯町、秦野市など。大規模産地としては日本で東端、北端に当たり、相模湾岸に果樹園が分布するほか、内陸にも見られる。観光農園、直売所販売も多い。
湯河原みかん
温暖で温泉地でもある湯河原は柑橘の産地でもあり消費地としても盛んなため、一年中小売できるように一つの畑で数十品種を栽培している農家も多い。藤中温州・大津四号・師恩の恵・なったんの原産地でもある。
小田原市
県内最大の産地で、富士山の火山灰土により、質の良いみかんができ、市南西部の片浦、市北西部の久野、市南東部の国府津、市北東部の曽我などに広がる。大津四号、青島温州、そして県が開発した湘南ゴールドなどを生産する。
片浦みかん
小田原市片浦地区のみかん。かつては「西の大長、東の片浦」と呼ばれたブランド産地だったが、生産量が最盛期の10%程になるなど宅地化や高齢化などで産地の存続が危ぶまれており、片浦みかんプロジェクトによって六次産業化が進んでいる。
早川みかん
小田原市早川地区のみかん。先進的な農道整備により第二回カンキツ全国大会の視察地になった。鎧塚俊彦の営業する一夜城店を中心とした農商工連携が盛ん。ドレッシングを初めとする様々な商品が開発され、早川みかんのブランドを確立している。

三重県
年間収穫量は2万トン前後。主産地は御浜町、南伊勢町（旧南勢町）、熊野市、多気町、紀宝町など。県単位でブランド化を図っており、全国に先駆けて7月に露地栽培による極早生種の出荷を行っている。市場出荷のほか、観光地での販売促進も盛ん。
南紀みかん
三重県中南部、南紀地方で栽培されるみかんの共通ブランド（和歌山県では同地方産のみかんを紀南みかんと名乗っているため名称の混同はないが、三重県産と強調するため三重南紀みかんと名乗っている）で、ブランド品に南伊勢町五ヶ所地区の「マルゴみかん」、極早生種の「みえの一番星」などがある。また、一帯はカラマンダリンの産地としても知られ、全国有数の生産量を誇る。

大分県
年間収穫量は1万3000トン - 1万7000トン。主産地に杵築市、国東市（旧安岐町）、日出町、津久見市、宇佐市、大分市など。ハウスみかん栽培が盛んで佐賀、愛知に次ぐ大産地となっており、ハウスみかん市場で、4月の出荷量は一番多い。
杵築市
県内で最も生産が盛んな主産地。栽培が難しい品種「美娘」を特産し、ブランド化している。また、デコポン、アンコールの生産も盛ん。
一尺屋みかん
大分市佐賀関町に位置する古くからの露地みかん産地。

宮崎県
年間収穫量は1万トン - 1万6000トン。主産地に宮崎市（旧南郷町、旧宮崎市）、高岡町、日南市、日向市など。極早生中心だが、土壌がみかん栽培に適し、温暖で降雨が少ないため、糖度の高い良質のみかんができ、国内で最も出荷時期が早い産地の一つ。早生の優良種、日南1号の発祥地としても知られる。ミカンの省力化大規模経営組織「シトラス21」も宮崎の一農家から始められた。また、柑橘類では日向夏の生産が全国トップである。
ひょっとこみかん
日向市で生産、販売されるブランドみかん。ひょっとこは日向市に伝わる伝統芸能のひょっとこ踊りに因む。木の皮を剥いで陽光を多く取り込む独自の農法により、糖度の高いみかんができる。

鹿児島県
年間収穫量は1万2000トン - 1万6000トン。主産地に出水市（旧出水市、旧高尾野町、旧野田町）、南さつま市（旧加世田市）、大崎町、阿久根市など。また、ペットボトルキャップ大の桜島小みかんで有名。奄美大島や徳之島などの奄美群島では、熱帯果樹であり本土では栽培が難しいポンカンやタンカンの栽培が盛んである。奄美群島では重要病害虫であるミカンコミバエの侵入が数年に一度あり、発生した年は島外への果実の持ち出しが禁止される。
桜島小みかん
桜島や霧島市などで栽培されるペットボトルキャップ大のみかんで、ギネスブックに世界一小さなみかんとして登録されている。桜島大根と並ぶ桜島の主要作物であり、江戸時代初期から栽培が勧められた。
米ノ津みかん・針原みかん
出水市。平均17度という温暖な気候と赤土の土壌がみかん栽培に適していたため、県内最大のミカン産地となった（国内ウンシュウミカン発祥となった長島町からも近い）。地名から米ノ津みかん（針原地区では針原みかんとも）と呼ばれている。ミカンの他に「早香」という柑橘類や甘夏、ポンカンなども特産する。

香川県
年間収穫量は1万1000トン - 1万8000トン。主産地に坂出市、三豊市（旧仁尾町、旧高瀬町）、高松市、観音寺市（旧大野原町）、善通寺市など。小原紅早生という皮が紅いミカンがよく知られる。
坂出市
小原紅早生の特産地。糖度によって「さぬき紅」「金時みかん」としてブランド販売している。また、王越地区では古くからみかんの名産地として知られ、王越みかんというブランド品となっていたが、後に後継者不足や他産地との競争で衰退したため、近年は保存運動や有機栽培農法などが行われ、再興の試みが始まっている。
曽保みかん（そおみかん）
荘内半島西岸に位置する三豊市仁尾町曽保（そお）地区は県を代表するブランド産地。高松市場を中心に高級品として出荷されている。

徳島県
年間収穫量は1万3500トン前後で、隔年結果の影響が少ない。主産地に勝浦町、徳島市、阿南市、小松島市、佐那河内村など。ハウスみかん栽培も盛んで、大阪市場では徳島県産が一番多く出荷されている。
勝浦みかん
勝浦町で生産されるみかんで、同町は県内最大のみかん産地。収穫後に土蔵で貯蔵を行い、糖度を増してから出荷する貯蔵みかんで知られる。一帯では十万温州という、貯蔵に適した品種を栽培している。

大阪府
年間収穫量は1万3500トン前後。主産地に和泉市、岸和田市、千早赤阪村、堺市、貝塚市、富田林市など。大消費地に近いため、観光農園や直売所が多い。
大阪みかん
大阪府は、戦前は和歌山県に次ぐ国内2位の大産地であった。戦後になって宅地化や都市化、他地区との競争で大きく栽培面積を減らすものの、生産量は依然1万トンを超える主産地である。 大消費地に近いため、直売所や観光農園が多い。また、マルチ栽培や有機栽培などにも注力しており、学校給食にも提供されるなど地産地消を勧めている。

山口県
年間収穫量は8000トン～1万3000トン。主産地に周防大島町（旧橘町、旧久賀町、旧大島町、旧東和町）など。また、響灘沿岸の下関市や旧豊浦町、旧豊北町、周防灘沿岸の柳井市、防府市などにも産地がある。
山口大島みかん
屋代島（周防大島）は県産みかんの8割以上を産出するみかんの島で、県内では大島みかんと呼ばれている。同県で開発された「なつみ」という品種も特産。また、同島には皮ごと焼いたみかんを鍋に入れて具材と一緒に煮込む「みかん鍋」でも有名である。

高知県
年間収穫量は6000トン - 9000トン。主産地に香南市（旧香我美町、旧野市町）など。ハウスみかん栽培が盛んで、国内4位となっている。
山北みかん
香南市（旧香我美町）は県内最大の産地で、県収穫量の半数以上を占める。山北地区で栽培される山北みかんがブランド化しており、露地栽培、ハウス栽培の双方が行われるため、年中通してミカンが生産される。
以上の19府県が主要産地となっており、それ以下の県と大きく収穫量を離しているが、千葉県、兵庫県も累年統計を取っている。
兵庫県
年間収穫量2,000トン以上。主産地に淡路市（旧一宮町）、南あわじ市（旧南淡町、旧緑町）、赤穂市など。淡路島ではみかん栽培が行われており、淡路みかんと呼ばれ、ブランド育成のための品評会が行われているほかに観光農園も多い。また、内地では赤穂市などでみかん栽培が行われているが、周辺府県と比較すると栽培面積、収穫量は少ない。

千葉県
年間収穫量1,000トン以上。主産地に南房総市（特に旧三芳村・旧千倉町）、鴨川市、館山市。中小規模の産地を除けばみかん産地としては東端に当たり、房州みかんと呼ばれ、市場出荷のほか観光農園が多い。とりわけ、旧三芳村は観光みかん園が集まる県内最大の産地。

### その他の産地
収穫量は最新の全国調査を行った作況調査（果樹）2014年版による。
岐阜県
主産地に海津市（旧南濃町）。養老山地の山麓はみかんの一大産地で、県の9割以上を占め、内陸県では唯一年間収穫量1000トンを超える産地となっており、北限の産地の一つとして知られる。地名から「にしみのみかん」「南濃みかん」と呼ばれ、貯蔵して糖度を増してから出荷する。 なお、累年統計を取っている主産地を除くと最も収穫量が多い。

岡山県
年間収穫量1,000トン以上。主産地に瀬戸内市（旧邑久町）、玉野市、備前市など。瀬戸内海に位置し、気候条件に恵まれるものの、沿岸は平野が広がり、傾斜地が少ないため産地としては小規模。瀬戸内市邑久町黒井山付近が県内の主な産地で、生産組合がある。

奈良県
年間収穫量500トン前後。主産地に桜井市、明日香村。内陸県だが、明治時代にみかんが植えられてから、現在も桜井市穴師地区では連綿とみかん栽培が続けられている。住宅地に近いため、観光農園が主体。

沖縄県
年間収穫量500トン前後。主産地に名護市、国頭村、本部町など。かつては固有種のオートゥーやカーブチー・シークヮーサー・クネンボなどが栽培され名産品となっていたが、1919年にミカンコミバエの本土侵入を防ぐために果実の移動規制が敷かれたため生産量は激減した。1982年、沖縄郡島でミカンコミバエの完全駆除に成功。以後は本土への果実の出荷が行えるようになったため、早生ミカンやタンカン産地となった。しかし、ミカンキイロアザミウマなどの害虫が発生しやすく、産地としては大きく収穫量を落としている。

京都府
年間収穫量400トン前後。主産地に舞鶴市、宮津市、井手町など。後述するが、丹後地方の舞鶴市大浦地区および宮津市由良地区は古くからの歴史をもつミカン産地となっており、国内北限の産地の一つ。一方、山城地方はそこまで栽培は盛んではなく、井手町多賀地区（多賀フルーツラインと呼ばれている）に観光農園が点在する程度である。
以下、茨城県、埼玉県が年間100トン以上、福井県、東京都が年間80トン以上、島根県が年間50トン以上、群馬県と新潟県が年間20トン以上、また収穫実績があった県として栃木県、石川県、滋賀県が記されている（詳細については次項で解説）。

### 北限の産地
前述したように、年収穫量1000t以上の経済的産地形成としては岐阜県の養老山地山麓、あるいは千葉県の房総半島周辺となっている。だが、それ以外にも小規模な産地が点在し、それぞれが北限の産地と名乗っている。栽培技術の進歩と品種改良、また気候条件の変化などにより北限産地は年々北上している傾向がある。
東日本内陸のみかん産地
一般的には、筑波山麓が北限のみかん産地と呼ばれていた。産地としては茨城県桜川市真壁町酒寄地区（酒寄みかん）や石岡市八郷町などがあり、周辺の年収穫量は100t以上となっている。この周辺では名物の七味唐辛子の原料にもなる陳皮産地で知られる福来みかん（厳密にはタチバナの品種）が栽培されてきた歴史がある。近世以降になると埼玉県の比企地方にもみかん産地が展開し、盆地の気候を生かしたみかん作りが行われてきた。具体的な産地の例としては同地区内最大規模の産地である寄居町風布・小林地区（規模は年収穫量は数十トン程度だが、市場出荷といった農業生産を行っている産地としては北限に当たる）、ときがわ町の大附地区（福みかんという固有品種《福来みかんと同種》で知られる）、東秩父村の大内沢みかんなどがある。その他、東京都武蔵村山市も北限と言われた産地の一つで古くからみかん栽培が行われており、狭山みかんと呼ばれている。後に栽培技術の発達や品種の改良によって、北関東内陸県でも観光目的によるみかん栽培が行われるようになった。栃木県那須烏山市小木須地区では1980年代ぐらいから観光農園が出現し、北限のみかん産地として宣伝している。1995年には群馬県藤岡市鬼石の桜山公園でも、観光農園中心のみかん産地が成立した（みかん産地としては、国内で最も内陸に位置する）。また、藤岡や烏山ほどではないが、茨城県日立市十王町にも観光みかん園が存在する。さらに高緯度となると、1985年に福島県広野町が町民にみかんの苗木を配布し、みかん栽培が行われている（ただし、町民のレクリエーション目的で市場出荷は行っていないため、今まで収穫実績はない）。
一方で、関東以外の内陸部にはみかん産地は少なく、前述した岐阜県海津市南濃町、奈良県桜井市穴師地区や京都府井手町多賀地区ぐらいである。

本州日本海側のみかん産地
本州日本海側にも古くからのみかん産地が点在している。山口県ではまだ下関、豊浦、萩などみかん産地が多く見られるが、島根県以北となると冬場は厳寒になるため、産地は一部に限られる。その中で、京都府舞鶴市の大浦半島に位置する瀬崎、大丹生地区、京都府宮津市の由良地区は本州日本海側最大の産地で、古くから寒暖の差が激しく、良質のみかんが生産されている。栽培面積はそれぞれ10ha以上、年収穫量はそれぞれ100t以上と、中規模産地としては国内最北端に位置し、それぞれ大浦みかん、由良みかんと呼ばれている。また、福井県の越前海岸にもみかん産地が展開する。福井県敦賀市東浦地区も北限産地の一つとして知られ、東浦みかんと呼ばれる。 ここでは従来の早生や普通種なども栽培可能だけでなく、かつては阪神地方に出荷したり、ロシアに輸出も行っていたりしたほどの規模があった（現在は年収穫量30 - 50t程度で、市場に出回ることは少ない）。その北部に延長する福井県福井市越廼村、越前町などにも観光農園が点在する。島根県松江市美保関町の美保関みかんなども再興の気運があり、美保神社への奉納にちなんで、ゑびすみかんと呼んでPRを行っている。島嶼部では、長崎県対馬の豆酘地区における豆酘みかんや隠岐島の崎みかんなどがある。対馬の豆酘（つつ）地区は県内のシェアは低い（長崎県が全国有数の産地であるため）ものの、ブランド化の動きも進んでいる。島根県の隠岐諸島に位置する海士町には崎みかん（東浦より高緯度。年収穫量10t程度）と呼ばれる産地があり、Iターンの若者たちによる再生プロジェクトが進んでいる。そして佐渡島の羽茂地区でもみかんが明治時代から自家用に植えられていた。2007年12月には新潟県佐渡島の農家が早生種の「興津早生」など約1トンを出荷し話題となった。後に産地として成長し栽培農家数は約20人、栽培面積も3haの規模となっており、佐渡みかんと呼ばれジャムなどの加工品も作られている（これが暫定的な国内最北端の産地となっているが、佐渡の南部沿岸は降雪も少なく、丹後や北関東より気候条件としては温暖である）。

## 栄養価
果肉にはプロビタミンA化合物の一種であるβ-クリプトキサンチンが他の柑橘に比べて非常に多く含まれている。これには強力な発ガン抑制効果があるとの報告が果樹試験場（現・果樹研究所）・京都府医大などの共同研究グループによってなされ、近年注目されている。
オレンジ色の色素であるβ-クリプトキサンチンなどのカロテノイドは脂肪につくため、ミカンを大量に食べると皮膚が黄色くなる。これを柑皮症という。柑皮症の症状は一時的なもので、健康に悪影響はない。その他にもクエン酸、食物繊維などが多く含まれる。白い筋にはヘスペリジンが含まれ、動脈硬化やコレステロール血症に効果があるとされている。

## 用途

### 食用
ミカンのおいしさは、含まれている糖と酸の量・バランスやホロの薄さなどによって決まる。糖度が高いことは重要だが、酸の量も同様に味の決め手になる。夏場のウンシュウミカンの未熟な果実を収穫・出荷したものは青みかんとよばれ、果汁が少なく、ヘスペリジンが豊富に含まれている。
生食されることが多く、内皮（瓤嚢膜）を丸ごと食べる人と食べない人で個性も分かれている。また、むき方も「へそ」から剥く方法と、へたから剥く方法と、刃物で切る方法とさまざまある。
他に北陸地方、東北地方、九州地方など地域によっては焼きミカンといって焼いて食べる所もある。また凍らせて冷凍みかんにしたり、お風呂に入れて食べたり、下記のように用途に応じて様々な加工品も作られている。ミカンの全生産量の約2割はジュースや缶詰に加工されている。
缶詰
そのまま食べるか、ケーキなどのトッピングに使用する。
ジュース（特に安価な濃縮還元ジュースは中国産が多い）
飲用のほか、クリームなどの材料になる。
砂糖菓子
主に皮の部分を使用する。よく洗った外皮を細かく切り、炒めて水気を飛ばしたものに砂糖をまぶした菓子。

#### ダイエット食として
食物繊維として含まれるペクチンには整腸作用の他、消化酵素の一つである膵リパーゼの働きを阻害する作用があるとされる。これを食前に摂取することにより食物中に含まれる脂肪の吸収を抑制することができる。またシネフリンにはβ3アドレナリン受容体に働きかけて脂肪分解と熱生産を促進する効果があり、体脂肪を減らす効果が高い。特に熟していない青い果実に多く含まれている。
しかし、こうしたウンシュウミカンの性質が優れたダイエット効果をもたらすというわけではない。ミカンからシネフリンを抽出しダイエット効果を謳ったサプリメントも市販されているが、シネフリンと刺激性物質（カフェインやカテキンなど）を同時摂取した際の危険性も指摘されている。
また、ミカンダイエットを大々的に報じたテレビ番組『発掘!あるある大事典II』2006年10月22日放送分においてミカンの血糖値抑制効果を示すグラフが提示されたが、後にこのグラフは改竄されたものであったことが報告された。

### 薬用
果皮には精油を含んでいて、精油成分は主にリモネン90%である。その他に、成分としてヘスペリジン、ルチン などフラボン配糖体が含まれている。ヘスペリジンは、毛細血管の透過性を増大させる作用があり、もろくなった毛細血管を回復させることが知られているほか、抗菌、利尿、抗ヒスタミンなどの作用もある。従って、高血圧の予防、腎炎、蕁麻疹の予防に役立つ漢方薬の一種でもある。
漢方では熟したものの果皮を陰干しにしたものを陳皮（ちんぴ）と称して利用する。陳皮とは、「1年以上経過したもの」を意味する陳久品（ちんきゅうひん）を使用しなさいという意味、すなわち「古い皮」の意で名付けられている。陳皮は漢方で健胃、利尿、鎮咳、鎮吐などの目的で処方に配剤されるほか、七味唐辛子の材料としても用いられる。また、製薬原料としても大量に用いられている。なお、中国における伝統医学「中医学」において、みかんは体を冷やす食べ物に分類されるため、風邪を引いた際には食べてはならない食品として認識されている。また、精油はアロマテラピーに用いることもある。
民間療法では、風邪の初期症状で多少熱がある時に、陳皮1日量10 - 15グラムを600 ccの水で半量になるまでとろ火で煮詰めた煮出し液（水性エキス）を、蜂蜜などで甘くしたり、おろし生姜を混ぜて食間3回に分けて飲む用法が知られる。食べ過ぎ、食欲不振、悪心、嘔吐に、1日量2 - 3グラムを水400 ccで煎じて服用しても良いとされる。手軽にできる胃腸薬として用いられるが、胃腸に熱があるときは服用は控えるとされる。肩こり、腰痛、神経痛、冷え症の改善に、陳皮を布袋などに入れて風呂に浮かべて、浴湯料に使用してもよい。

### 工業
油胞と呼ばれる果皮の粒々にはリモネンという成分が含まれ、合成樹脂を溶かす溶剤として注目されている。また、オレンジオイルやリモネンは洗剤などにも利用されている。

### ミカンを使った遊び
ミカンの搾り汁はあぶりだしに用いることが出来る。特に冬には手軽に手に入れることができるため、年賀状に使うこともある。また、ロウソクの炎に向かってミカンの皮を折り曲げ、飛んだ油脂で炎の色が変わるのを楽しむ遊びもある。
ミカンの皮は剥きやすく、すぐに剥がれ、剥いた皮は様々な形になるので、意図的な形に切ることによって動物などの形を作ることができる。典型的なものとして「8本足のタコ」がある。

## ミカンにまつわる話

### 和歌山県とミカン
- 和歌山県は古くからミカンの栽培が盛んである（江戸時代の豪商である紀伊国屋文左衛門が、当時江戸で高騰していたミカンを紀州から運搬し富を得た伝説は既述）。そのため、みかんをモチーフにした加工品やキャラクターなどが存在する。
- 和歌山県のみかんブランドでは有田みかんが全国的に有名だが、県内では「ジョインジュース」と呼ばれるものも名が知られている（近畿地方以外ではCMがないので、近畿圏外の人には分からない）。これはJA和歌山県連の商品で、農協などで売られている。
- 和歌山県には、「正統和歌山剥き」（または「有田剥き」）と呼ばれるみかんの剥き方が存在する。手順は以下の通り。
  1. みかんを数回〜数十回ほど揉む
  2. ヘタがない方に指を入れ、2つないし3つに割る
  3. 2つに割った場合は、さらに4つに割る

### 愛媛県とミカン
- 愛媛県はミカンの一大産地としての地位を長らく誇っており、ミカンやその加工品が色々な場面に登場する。県の花はミカン、県の旗はミカンの花をあしらっている。
- キャラクターとしても積極的に利用しており、県の公式イメージアップキャラクターのみきゃん、サッカーの愛媛FCのキャラクターはミカンをモチーフとしたデザインであり、ユニフォームのシンボルカラーもオレンジ色である。また、四国アイランドリーグplusの愛媛マンダリンパイレーツやジャパン・プロフェッショナル・バスケットボールリーグの愛媛オレンジバイキングスも同様である。
- 愛媛とミカンに関するジョークで最も有名なのが「愛媛では蛇口をひねるとポンジュースが出てくる」という話である。ポンジュースの製造元のえひめ飲料ではこれを逆手にとって「うわさのポンジュース蛇口プレゼントキャンペーン」を実施したり、今治市の直売所や松山空港に期間限定の「ポンジュースの出る蛇口」を設置したことがある。これらが好評であったことから、2008年6月から2009年3月まで毎月第三日曜日に松山空港ターミナルビル内に設置され、その後も断続的に設置されている[50]。
- 愛媛県の一部の地域では、学校給食に「みかんごはん（あけぼのめし）」というものが出てくるという。作り方は普通の炊き込みご飯と変わらないが、ダシの代わりにポンジュースを入れて炊き込む。
- 愛媛のミカンジュースと言えば前述のポンジュースが有名であるが、他にも農家ごとに別々に瓶詰めされたムテンカが雑誌やテレビで紹介され、通販の人気商品になった。
- 愛媛県には「いよかん大使」を起用したミカン（かんきつ類全般を対象とする）PRキャンペーンを例年行なっている。毎年一般公募で選ばれ、全国各地をまわり愛媛みかんをPRする活動を行っているもので、このキャンペーンは1959年から続いている。

### 静岡県とミカン

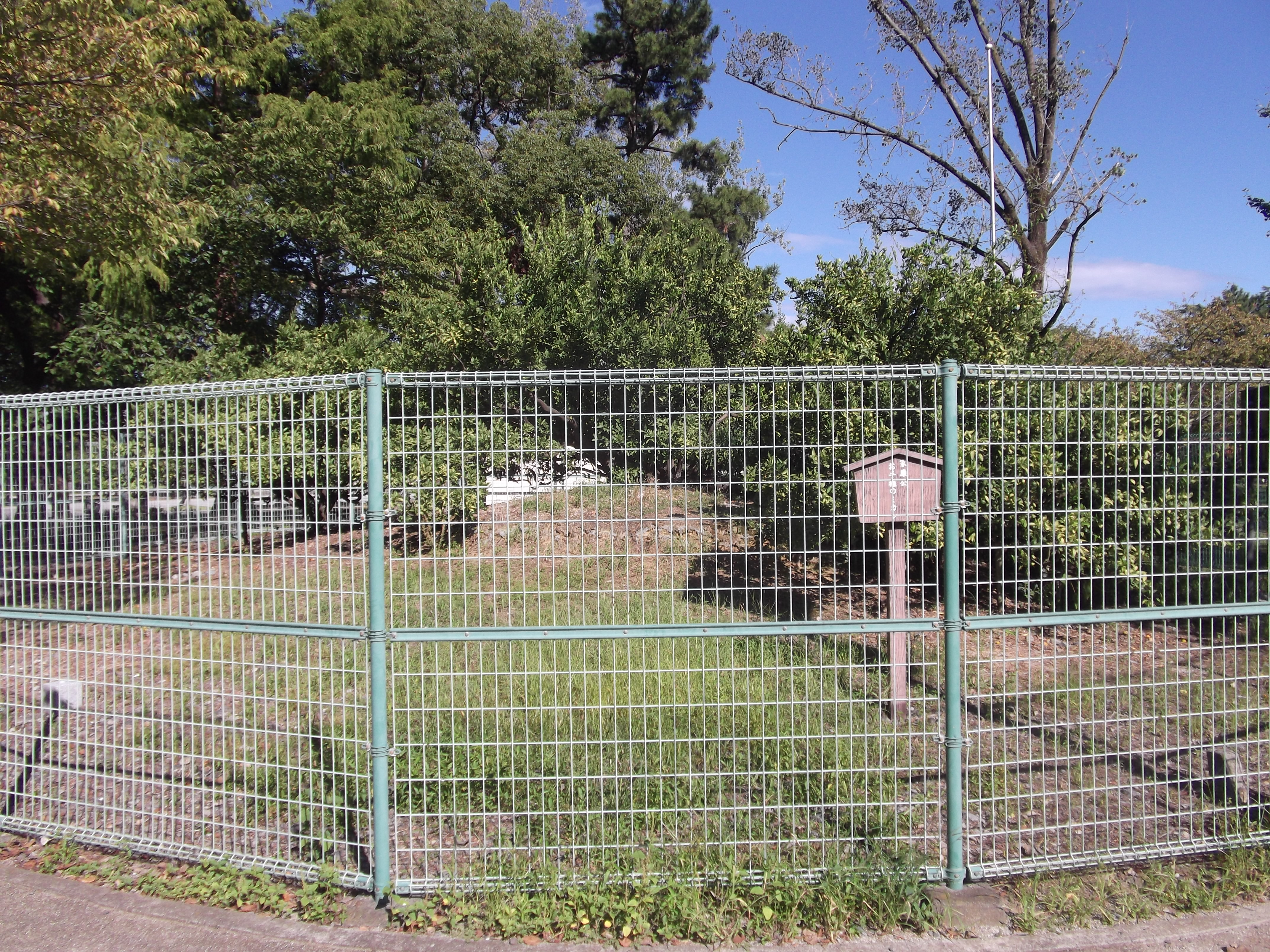
家康公お手植えのみかんの木

- ミカンの起源は奈良時代以前にまで遡るが、生食用としては江戸時代初期、徳川家康が駿府城に隠居したとき、紀州から紀州みかんが献上され、家康が植えたこの木が起源とされている。現在も駿府城公園に「家康公お手植えのみかんの木」として残っている。
- 静岡県内で最も広く栽培されている温州みかんの一品種である青島みかんは、静岡市の青島平十氏が昭和初期に自己のみかん畑で枝変わりを発見、育成したもので、普通の温州みかんに比べ一回り大きく形はやや平たく味にコクがあるのが特徴。浜松市三ケ日町のものは「三ケ日みかん」として有名である。
- オレンジ色をシンボルカラーにしている企業や団体などが多数存在する。

代表例
- 国民体育大会の静岡県選手団のシンボルカラー
1957年に行われた静岡国体ではそれまで東京都が独占してきた天皇杯を初めて獲得し「オレンジ旋風」と称された。
- 清水エスパルスのシンボルカラー
- 静鉄オレンジツアー
- 東海道本線のラインカラー
80系およびその塗色を踏襲した湘南電車の黄かん色に由来。
この塗色はアメリカのグレート・ノーザン鉄道の車両に着想を得て、視認性に優れる明るい色合いを採用したものであるが、後付けで静岡県あるいは神奈川県西部の特産のミカンとお茶、あるいはミカンの実と葉をイメージしたと説明されることがある。

### その他の地域のミカンにまつわる事柄
- アメリカでは温州ミカンは「サツママンダリン」と呼ばれ、1878年にフロリダ州に移入された。温暖な南部では大規模な栽培が行われており、アラバマ州には「Satsuma」という名前の町がある。
- イギリスやカナダでは年末年始に皮が固く剥け難いオレンジに替わって、ミカンを食べて家族と一緒の時間を過ごすのが100年以上前から続く伝統的な家庭での風景。そのため、ミカンはクリスマスオレンジと呼ばれている[51]。
- 韓国の済州島ではミカンの木一株で子どもの大学学費まで賄えるほどの収入を得られたことから「大学の木」と呼ばれる。

### キャラクター
- かつて放送されていた子供向け番組『ウゴウゴルーガ』（フジテレビ系）にミカンせいじんというCGキャラクターが登場した。そのシュールさから人気を得て、スクリーンセーバー等の関連グッズが発売。後に『ガチャガチャポン!』やフジテレビHPデジタルコミック『週刊少年タケシ』等で復活した。
- サンエックスのキャラクターであるみかんぼうやが、2003年から2006年までハウス食品「フルーチェ」のイメージキャラクター「フルーチェメイツ」の一員に起用されていた。

### ミカンと歌
- ミカンにまつわる歌として最も知られている『みかんの花咲く丘』は終戦直後の1946年に生み出された。急ごしらえで作られた曲であったが大反響を呼び、以後童謡として現在まで歌い継がれている。歌の舞台は静岡県伊東市である。
- 1996年にヘヴィメタルバンドのSEX MACHINEGUNSが、愛媛みかんに対する感情を『みかんのうた』として歌い上げた。
- 2006年にはGTPのシングル『冷凍みかん』が静岡県を中心にヒットし、連動して冷凍みかんの売上が急増した。
- 1970年代から活躍していたフォークデュオ、あのねのねの10枚目のシングルとして『みかんの心ぼし』（1980年9月25日）が発売されヒットした。後にPART2も発売された。
- 2001年にシンガーソングライターの福山雅治が『蜜柑色の夏休み』という楽曲を発表している。長崎みかんの産地である大村湾沿岸が楽曲の舞台である。

### その他
- 日本の代表的な果物であり、冬になれば「炬燵の上にミカン」という光景が一般家庭に多く見られる。
- 落語には、真夏に季節外れのミカンを求める『千両蜜柑』という演目がある。
- 腐りやすい上に箱詰めされて出荷されるため、1つでも腐ったミカンがあるとすぐに他のミカンも腐ってしまう。この様子は比喩として使われることもある。ドラマ『3年B組金八先生』でそのたとえが使われた。腐ったリンゴも参照。
- 『三国志演義』には柑子（こうじ）を巡る曹操と左慈の逸話が記されている。横山光輝の漫画『三国志』ではこれを「温州蜜柑」と表記しているが、正確には温州産の柑子であり、ウンシュウミカンではない。
- 花言葉は「純潔 花嫁の喜び 清純」